# クイーンズランド州

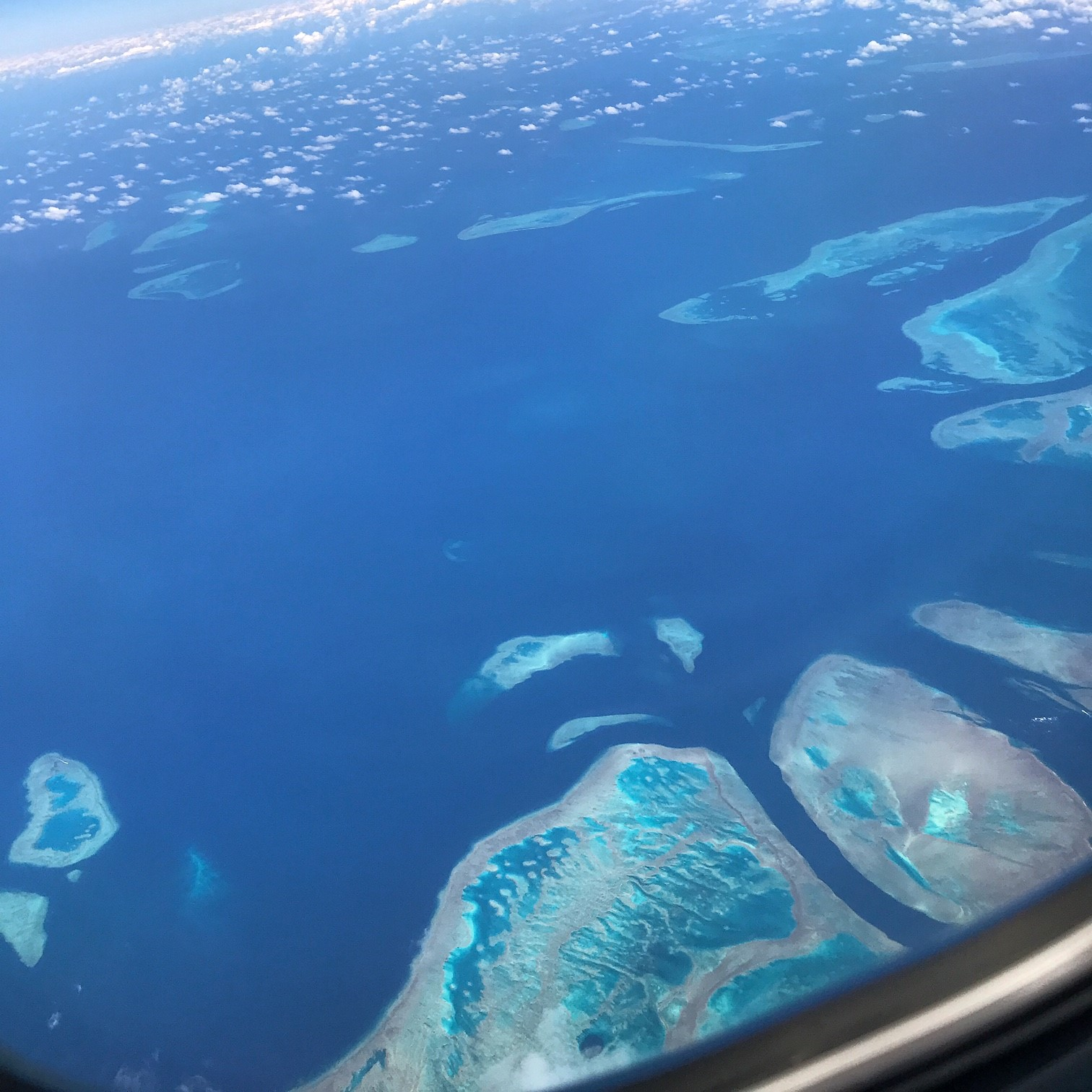
クイーンズランド州の海岸沿いを南北2300㌔に広がるグレートバリアリーフ。

クイーンズランド州（クイーンズランドしゅう、英: Queensland、略号：QLD）は、オーストラリア連邦北東部の州。州都はブリスベン。オーストラリアの州の中では西オーストラリア州に次いで2番目に面積が大きく、172万7000平方キロメートルで豪州全体の22.5%、日本の約5倍。3番目に人口が多い州であり、人口は516万人（2021年国勢調査）。天然資源に恵まれ、特に石炭の輸出量が多く、他に牛肉等の一次産品、観光業、教育産業が州の主要産業であり、州の貿易相手国としては日本が輸出入の両方においても上位3位。1980年代後半、1990年代、日本からの不動産、観光部門への投資がなされ、日本企業は観光インフラ整備に貢献した実績もある。2019年までは観光目的で日本からの渡航者が年間22万人を推移していた。
州内には世界自然遺産に登録された場所が5か所あり、日本でも有名な世界最大のサンゴ礁群であるグレートバリアリーフはその一つ。他に、一部が1億3000万年前に遡る世界最古と呼ばれる森、「クイーンズランド湿潤熱地域」、世界最大の砂でできた島「フレーザー島」、隣のニューサウスウェールズ州をまたぐ「オーストラリア・ゴンドワナ多雨林」と、内陸部に広がるオーストラリア化石哺乳類遺跡が地面で状態良く保存された「リバースレー」もある。 

## 歴史

### 先住民
凡そ5〜6万年前に、先住民の人々は船や陸伝いにオーストラリア大陸に渡ってきたとみられる、最も可能性が高いのは、東南アジアからトレス海峡を渡ってきたルート。その後、1万年の間に、先住民はオーストラリア大陸のほとんどの地域へと移動した。
2万5千年前頃に地球の温度が急激に8度も低下する氷河期による気候変動は1万年以上続いた。これにより、東南アジアとタスマニアとの陸続きがなくなり、同時に食料の確保が困難になったため、種を挽く技術が生まれた。約１万５千年前、地球の気温が上昇し、オーストラリア大陸の東海岸では降雨量が増加し、現在のクイーンズランド州の内陸部にも再び人が住めるようになった。その後海水面が上昇して沿岸部の土地が減り、熱帯雨林が広がった。ちなみに、内陸部のセントラル・ガルフ地域のカルカドン族は、深さ10mの井戸を掘って淡水を確保していた。
1万年前からヨーロッパ人が入植する18世紀までの間、温暖な気候が続いたため、北部の熱帯雨林、西部の奥地、モートン湾周辺に集落が次々と出来た。ケアンズ付近のバロン川沿いやモートン湾の島々では、30人から40人ほどが暮らせる大きな小屋（ジムルル）が住居として建てられていた。
ヨーロッパ人が入植する前の現在のクイーンズランド州に住んでいた先住民の人口は不明であるが、20万〜50万人の間だと予測されている。天然痘などの流行時には人口が減少した可能性もある。当時クイーンズランド州に住む先住民の人口はオーストラリア全土のおおよそ35〜39％であったと推測される。一方、オーストラリア大陸の600～700の先住民部族の多くがクイーンズランド州に住んでいたと考えられ、90の言語グループが存在していた、オーストラリア大陸では最も人口密度の高い地域だった。

### 開拓時代
クイーンズランドは元来、ニューサウスウェールズの一部で、1824年にモアトン湾流刑植民地が設置された。囚人流刑は1839年に停止され、1842年から自由入植が認められた。1859年にニューサウスウェールズから分離してクイーンズランド植民地が成立し、1901年のオーストラリア連邦成立とともに州に昇格した。

### 戦前
1909年ブリスベン近郊に州最古のクイーンズランド大学が設立された。第二次世界大戦中は州沿岸海域でオーストラリア船がしばしば日本の潜水艦に撃沈され、1942年7月には州北東部のタウンズビルなどが日本軍の空襲を受けた。

### 戦後
1948年には、鉄道の作業場や車庫で働く労働者の賃金をめぐる9週間に及ぶ「クイーンズランド鉄道ストライキ」が起こった。1952年は、州唯一の捕鯨基地がタンガルーマに開設されたが、10年後に閉鎖。1956年は、クイーンズランド州の毛刈り労働者が賃金をめぐって1月から10月まで休業した「毛刈り労働者ストライキ」が発生。1962年にムーニーでクイーンズランド州とオーストラリアで初めて石油の商業生産が始まった。その後、オーストラリア初の長距離石油パイプラインが設置され、ブリスベン川河口近くに新設されたリットン製油所の191マイル（307km）まで原油を運んだ。海岸でのサメの襲撃を減らすため、ドラムラインのプログラムも1962年に始まった。1968年にジョン・ビエルケ＝ピーターセンが州首相に選出され、同氏は19年間同じ職務を務めた。1969年、ローマのガス田とブリスベンを結ぶクイーンズランド州およびオーストラリア初の天然ガスパイプラインが稼動した。

### 1970年代
1971年に南アフリカのラグビー代表チーム「スプリングボクス」による遠征に対する抗議が高まり、ビエルケ＝ピーターセンが非常事態を宣言した。同年にクイーンズランド州にサマータイムが導入されたが、翌年には放棄された。1972年にボックスフラット鉱山の爆発で18人の男性が亡くなったり、2年後の1974年にもブリスベンで洪水が発生し、甚大な被害が出た。1976年はフレーザー島での砂の採掘が中止された。

## 主要都市

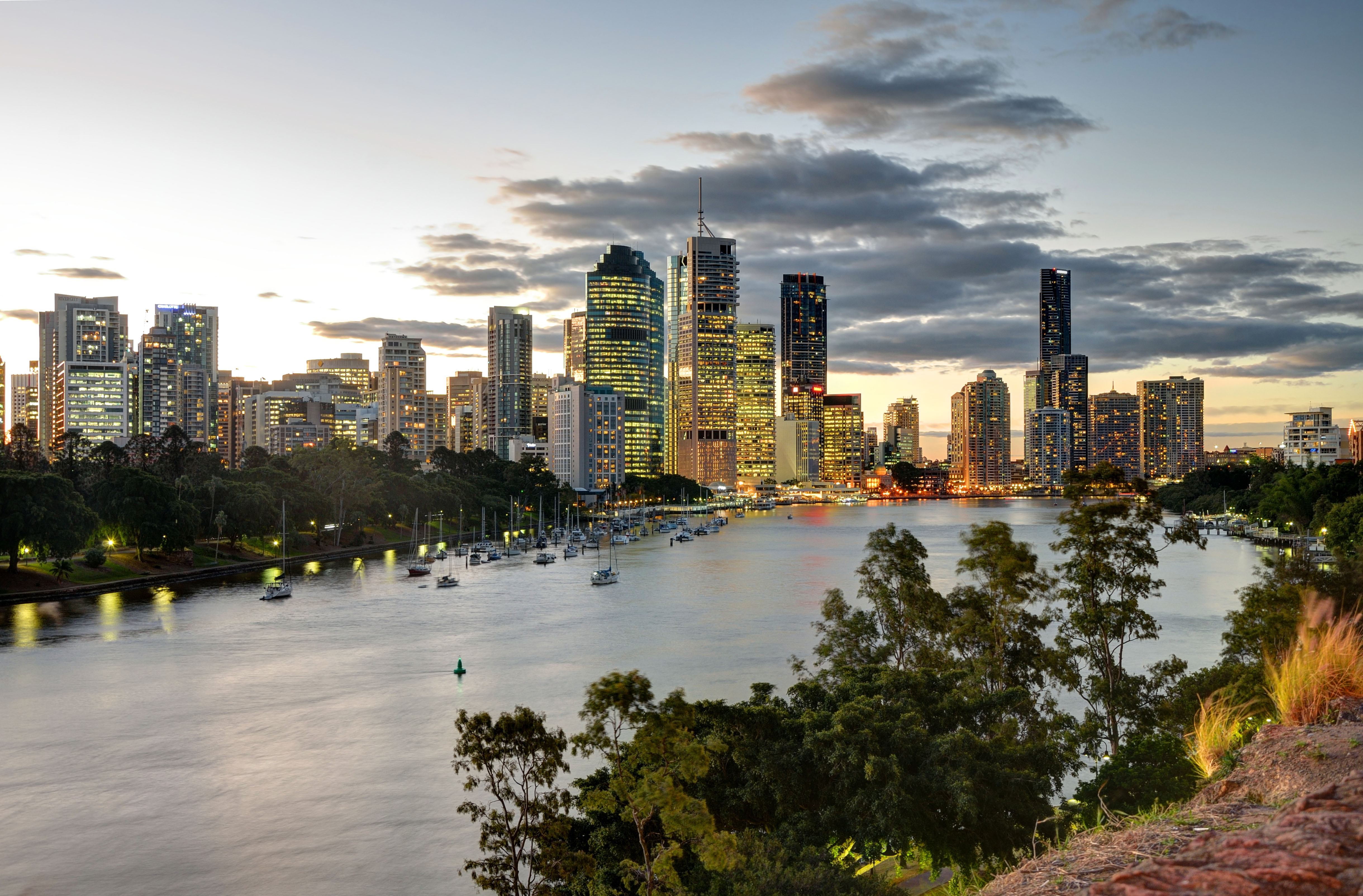
ブリスベン
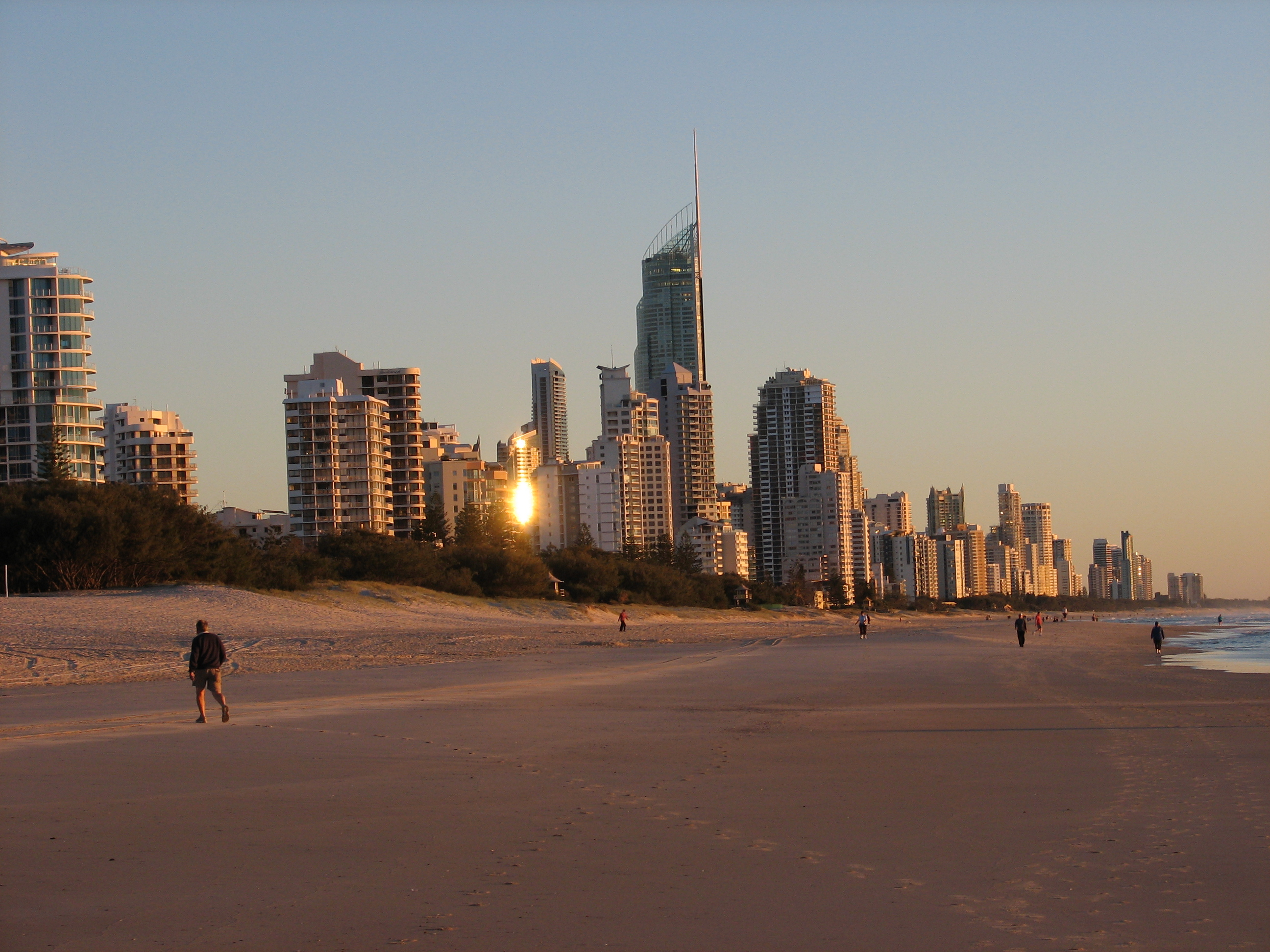
ゴールドコースト
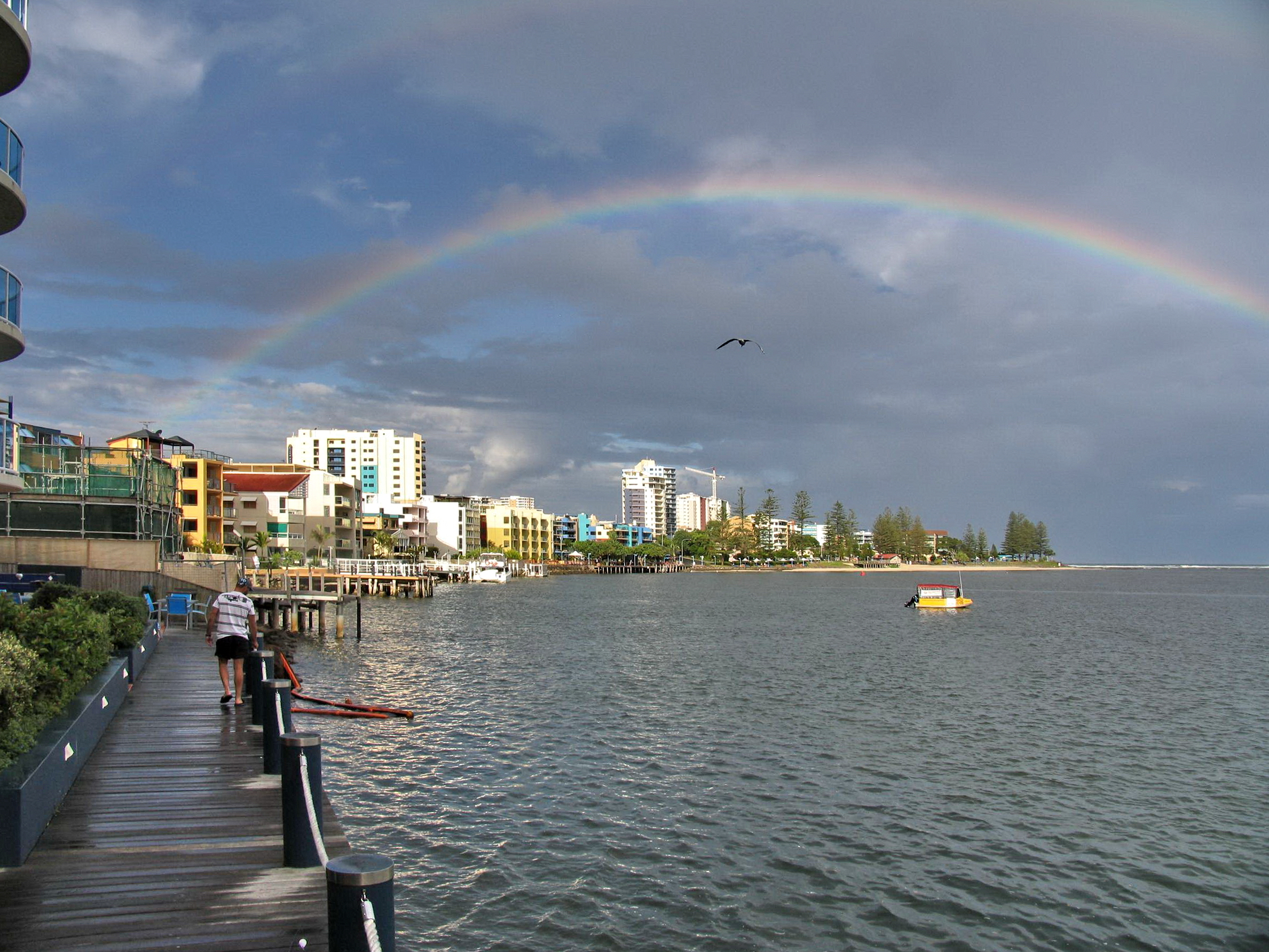
サンシャインコースト
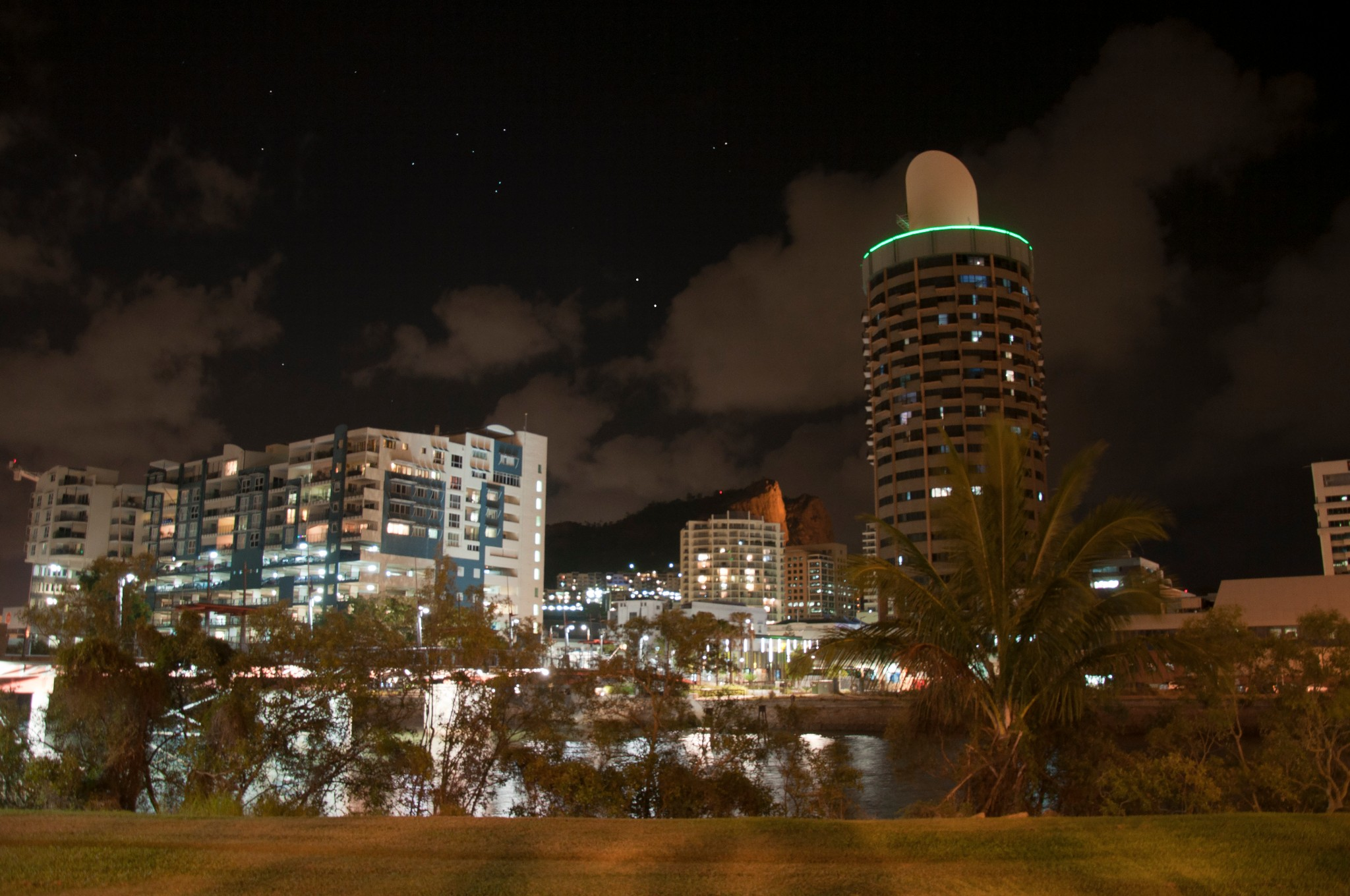
タウンズビル
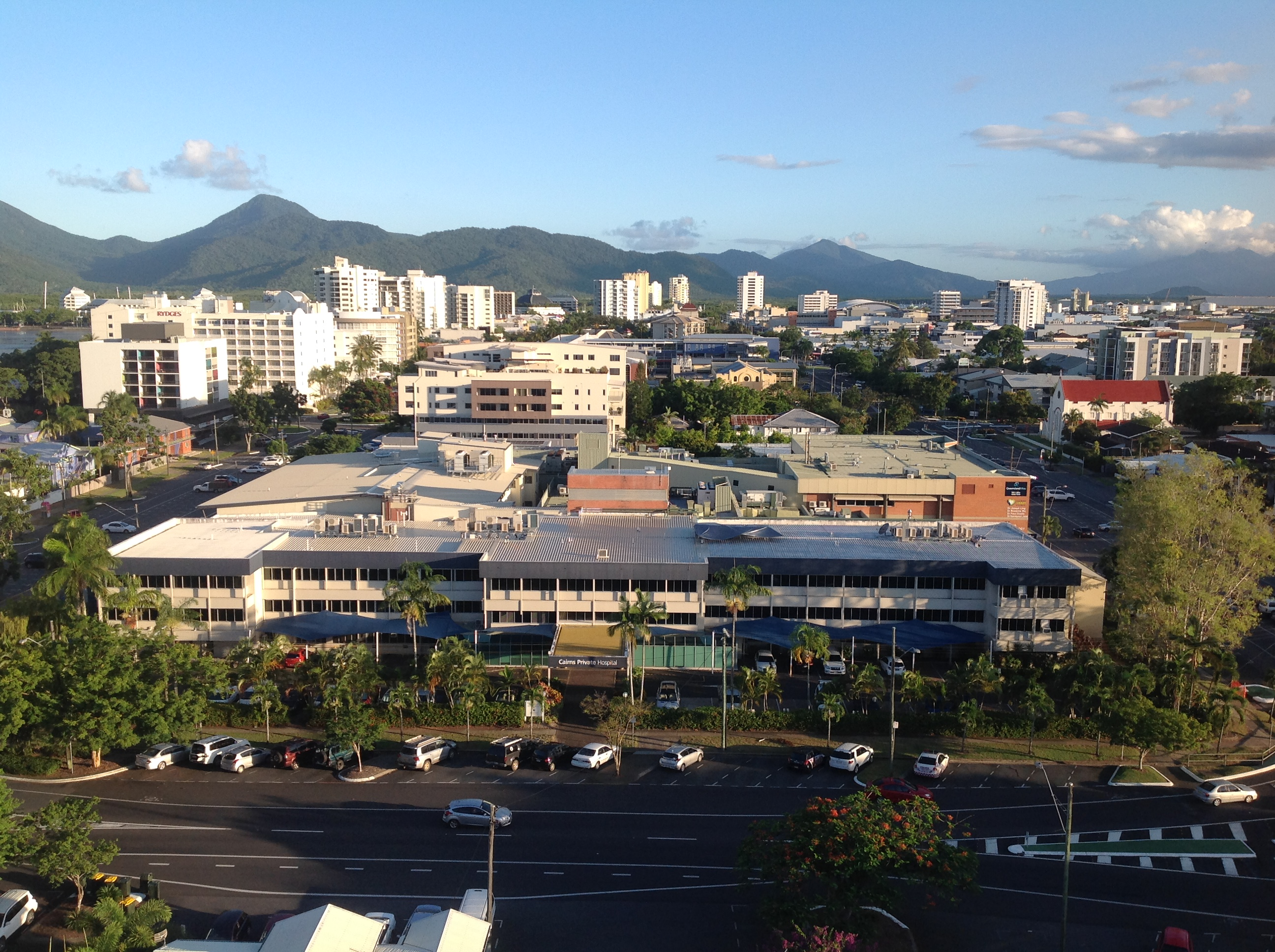
ケアンズ

| ランク | 地区                 | 人口            | 人口            | 地域                               |
| ランク | 地区                 | 2016年 国勢調査 | 2011年 国勢調査 | 地域                               |
| ------ | -------------------- | --------------- | --------------- | ---------------------------------- |
| 1      | ブリスベン（州都）   | 2,054,614人     | 1,874,427人     | サウス・イースト・クイーンズランド |
| 2      | ゴールドコースト     | 540,559人       | 478,107人       | サウス・イースト・クイーンズランド |
| 3      | サンシャインコースト | 243,337人       | 209,263人       | サウス・イースト・クイーンズランド |
| 4      | タウンズビル         | 168,729人       | 157,748人       | ノース・クイーンズランド           |
| 5      | ケアンズ             | 144,730人       | 133,893人       | ファー・ノース・クイーンズランド   |
| 6      | トゥーンバ           | 100,032人       | 96,567人        | ダーリング・ダウン                 |
| 7      | マッカイ             | 75,710人        | 74,219人        | セントラル・クイーンズランド       |
| 8      | ロックハンプトン     | 61,214人        | 61,724人        | セントラル・クイーンズランド       |
| 9      | バンダバーグ         | 52,073人        | 48,680人        | ワイドベイ・バーネット             |
| 10     | ハービー・ベイ       | 50,148人        | 49,750人        | ワイドベイ・バーネット             |

- ブリスベン
- ゴールドコースト
- サンシャインコースト
- タウンズビル
- ケアンズ

## 地理と環境
クイーンズランド州の面積は185万平方キロメートルで、日本の約5倍である。気候や地理的特徴が非常に多様性に富んでおり、砂漠から熱帯雨林まで存在する。
クイーンズランド州の東海岸線は太平洋の一部である珊瑚海に、北はトレス海峡に面しており州の北端にはボイグ島がパプアニューギニアのすぐ近くに存在している。ヨーク岬半島が突き出しており、これが州の最北端となっている。ヨーク岬半島の先端の西側はカーペンタリア湾に面している。州の西はノーザンテリトリー、南西は南オーストラリア州、南はニューサウスウェールズ州の国境と接している。
州の内陸部は中央にグレートディヴァイディング山脈（大分水嶺山脈）が南北に走っており、山脈の西側はグレートアーテジアン盆地（大鑽井盆地）となっている。世界最大のサンゴ礁であるグレートバリアリーフは、トレス海峡とフレーザー島の間の珊瑚海沿岸に広がっている。また、クイーンズランド州の海岸線には、世界三大砂島であるフレーザー島、モートン島、ノース・ストラドブローク島がある。なお、コーラル・シー諸島は連邦直轄となっている。

同州の標準時（東部オーストラリア標準時: (A)EST）はUTC+10時間（日本標準時+1時間）でシドニー、メルボルンと同じである。夏時間は同州では採用されないので、10月の第1日曜日早朝から翌年4月の第一日曜日早朝までの期間、同州は（シドニーやメルボルンと比べて）1時間遅れる。

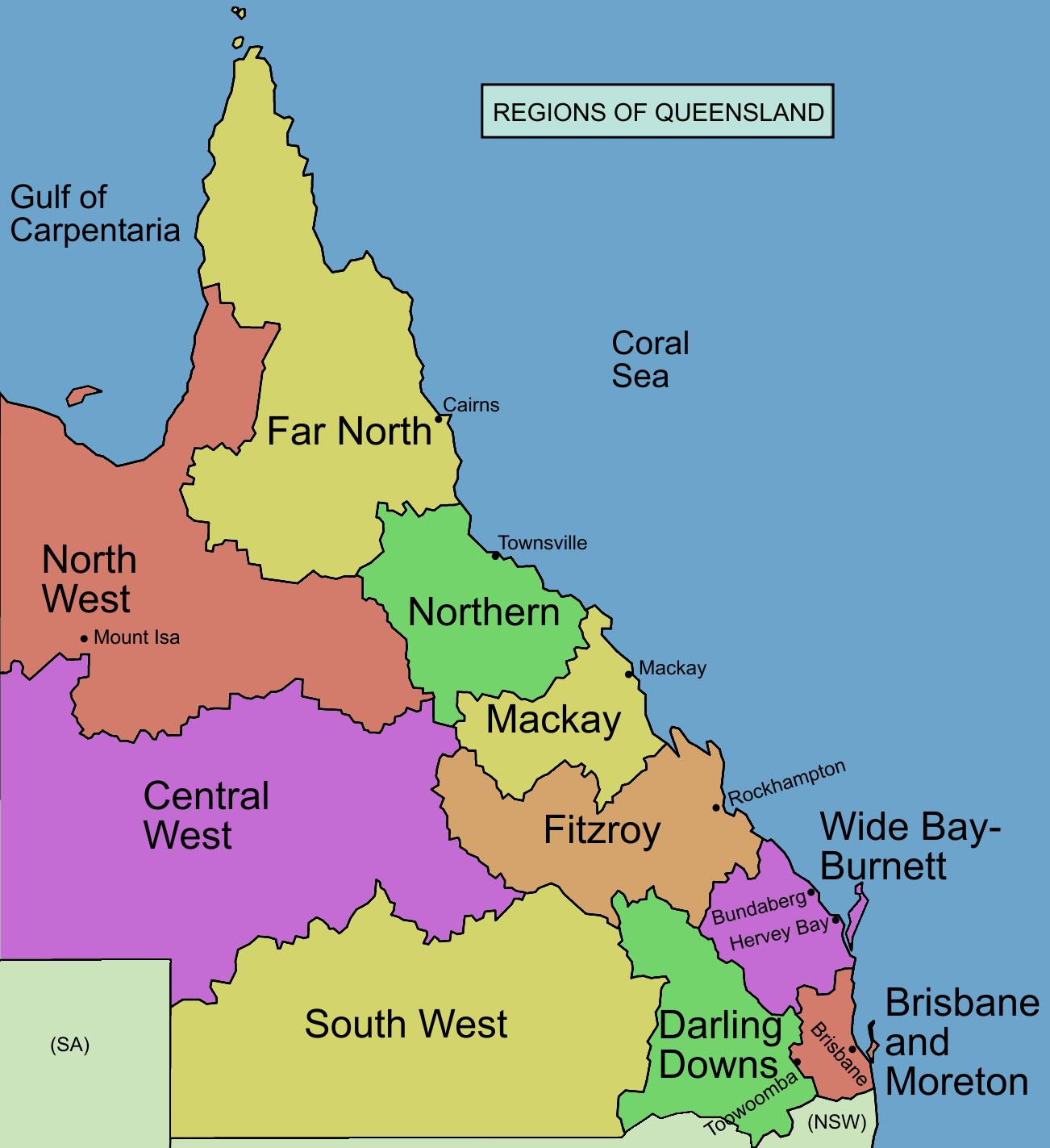
クイーンズランドの行政区画地図、セントラルクイーンズランドは マッカイとフィッツロイの小区域に分かれている。

### 地域
クイーンズランド州はいくつかの地域に分けられており、以下のものが含まれる。
- サウス・イースト・クイーンズランド ：この地域は、州都ブリスベン、ゴールドコーストやサンシャインコーストなどの海岸沿いの観光地を含む沿岸部の最南端に位置する都市部。一部の定義ではトゥーンバも含まれる。サウス・イースト・クイーンズランドの人口はクイーンズランド州の人口の70％以上を占める。

- ダーリング・ダウン（英語版）：この地域は、クイーンズランド州の内陸部南東に位置し、肥沃な農地（特に牛の放牧地）で構成されている地域。一部の定義ではトゥーンバも含まれる。このほかの特徴として、この地域の山岳地帯には花崗岩帯が含まれているほか、クイーンズランド州内で最も寒い地域であり時折雪が降ることもある。
- ワイドベイ・バーネット（英語版）：この地域は、クイーンズランド州の沿岸部南東に位置し、サウス・イースト・クイーンズランドの北側に位置している。サトウキビ農業が盛んで、バンダバーグ、ハービー・ベイなどの市や世界最大の砂の島フレーザー島がこの地域に含まれている。
- セントラル・クイーンズランド（英語版）：この地域は、クイーンズランド州中央部の海岸線上に位置し、主な産業として牛の牧畜と石炭の採掘が行われている。ロックハンプトン、マッカイなどの市や、カプリコーン・コースト、ウィットサンデー諸島などの観光地がこの地域に含まれている。
  - マッカイ区域
  - フィッツロイ区域
- ノース・クイーンズランド（英語版）：この地域は、クイーンズランド州北部の海岸線上に位置し、鉱業と牛の牧畜が主な産業である。タウンズビルがこの地域に含まれている。
- ファー・ノース・クイーンズランド - この地域は、ヨーク岬半島に沿ったクイーンズランド州最北端の海岸線上に位置し、熱帯雨林や州最高峰のマウントバートルフレア、アサートンテーブルランズ牧畜地域などがある。アサートンテーブルランズ牧畜地域はケアンズと同様に、グレートバリアリーフの中で最も訪問者数の多い地域である。また、ケアンズはサトウキビとトロピカルフルーツで有名である。
- サウス・ウェスト・クイーンズランド（英語版）：この地域は、クイーンズランド州の内陸部南西に位置し、主に牧畜が盛んな農業地帯で、川の流れが絡み合うチャネルカントリー地域がこの地域に含まれている。
- セントラル・ウェスト・クイーンズランド（英語版）：クイーンズランド州の内陸部中央西部に位置し、牛の牧畜が盛んである。ロングリーチがこの地域に含まれている。
- ノース・ウェスト・クイーンズランド（en:Gulf Country）：カーペンタリア湾に沿ったクイーンズランド州の内陸部北西に位置し、鉱業が主な産業である。マウント・アイザがこの地域に含まれている。

### 気候
州全体で気候に大きなばらつきがある。海岸線に沿って十分な降雨量があり、熱帯性の北部ではモンスーン性の雨季がある。また、南部の海岸線に沿っては湿度の高い亜熱帯性の気候である。内陸部と西部では降雨量が少なく、夏は典型的な高温多湿である。南東部内陸部の標高の高い地域では真冬に氷点下の気温になることがあり、霜や稀に雪が降ることもある。沿岸地域の気候は暖かい海水の影響を受けており、極端な温度差がなく降雨もあるため湿度も安定している。
クイーンズランド州には、気温と湿度に基づいて6つの気候帯がある。
- 夏は高温多湿で、冬は温暖多湿な気候帯（北部・沿岸部）：ケアンズ、イニスフェイル など
- 夏は高温多湿で、冬は暖かく乾燥している気候帯（北部・沿岸部）：タウンズビル、マッカイ など
- 夏は高温多湿で、冬は温暖で乾燥している気候帯（沿岸の高地・沿岸の南東部）：ブリスベン、バンダバーグ、ロックハンプトン など
- 夏は暑く乾燥しており、冬は温暖で乾燥している気候帯（内陸部中央部・北西部）：マウント・アイザ、エメラルド、ロングリーチ など
- 夏は暑く乾燥しており、冬は涼しく乾燥している気候帯（南部内陸部）：ローマ、シャルルヴィル、グーンディウィンディ など
- 夏は温暖で湿度が高く、冬は寒く乾燥している気候帯（南東部の標高が高い地域）：トゥーンバ、ワーウィック、スタンソープ など

クイーンズランド州のケッペンの気候区分

クイーンズランド州の一部都市の年間平均気温は以下の通りである。
| 地区             | 平均最高気温 | 平均最低気温 | 年間快晴日数 | 年間降水量 |
| ---------------- | ------------ | ------------ | ------------ | ---------- |
| ケアンズ         | 29.2℃        | 21.0℃        | 89.7日       | 1,982.2 mm |
| タウンズビル     | 28.9℃        | 19.8℃        | 120.9日      | 1,136.7 mm |
| ブリスベン       | 25.4℃        | 15.7℃        | 133.4日      | 1016.1 mm  |
| マウント・アイザ | 32.0℃        | 17.3℃        | 175.4日      | 459.8 mm   |

ケアンズの南に位置するマウント・ベレンデン・カーは、年間平均降雨量が8メートルを超るなど、オーストラリアでの複数の降雨記録を持っている。
クイーンズランド州では雪が降ることは稀だが、ニューサウスウェールズ州との南端の国境沿いのスタンソープ地区では定期的に降ることがある。例外として、オーストラリアで最北端の降雪記録として、マッカイ付近での降雪を確認している。
クイーンズランド州では自然災害による被害が度々発生している。特に勢力の強い熱帯低気圧が、中央部と北部の海岸線に差し掛かる際に深刻な被害が発生する。最近の発生した例としては、サイクロン「ラリー」、サイクロン「ヤシ」、サイクロン「イタ」、サイクロン「デビー」などが挙げられる。また、熱帯低気圧が襲来した際に発生する洪水による被害も甚大である。クイーンズランド州の歴史の中で、2011年初めに発生した洪水が最も致命的で最も被害の甚大であった。
春に発生する嵐は、州の南東部や内陸部で突風、集中豪雨、大規模な雹、さらには竜巻などを発生させる事がある。オーストラリアで記録された史上最大規模の竜巻は、クイーンズランド州のバンダバーグ付近で発生したブッカトルネードである。
干ばつや山火事も発生することがあるが、後者は南部の州で発生するものよりも深刻ではない。
州の最高気温の公式記録は、1972年12月24日にバーズビル警察署で記録された49.5℃だが、NASAのAquaに搭載されたMODISは地表温度を69.3℃と記録している。クイーンズランド州の平均最高気温はオーストラリアの州の中で最も高く、2017年2月には、熱波により各地で40度を超す気温となり、最高気温の記録を更新する場所も見られた。40℃以上の気温を記録していない地区は、スタンソープ、ハービー・ベイ、マッカイ、アサートン、ウェイパ、木曜島だけである。
最低気温は、1961年6月23日のスタンソープと1965年7月12日のエルミタージュ（ウォリック付近の町）で記録された-10.6℃となっている。クイーンズランド州内の人口密集地域で、気温が氷点下となることは稀である。
| クイーンズランド州の気候    | クイーンズランド州の気候 | クイーンズランド州の気候 | クイーンズランド州の気候 | クイーンズランド州の気候 | クイーンズランド州の気候 | クイーンズランド州の気候 | クイーンズランド州の気候 | クイーンズランド州の気候 | クイーンズランド州の気候 | クイーンズランド州の気候 | クイーンズランド州の気候 | クイーンズランド州の気候 | クイーンズランド州の気候 |
| 月                          | 1月                      | 2月                      | 3月                      | 4月                      | 5月                      | 6月                      | 7月                      | 8月                      | 9月                      | 10月                     | 11月                     | 12月                     | 年                       |
| --------------------------- | ------------------------ | ------------------------ | ------------------------ | ------------------------ | ------------------------ | ------------------------ | ------------------------ | ------------------------ | ------------------------ | ------------------------ | ------------------------ | ------------------------ | ------------------------ |
| 最高気温記録 °C （°F）      | 49.0 (120.2)             | 47.2 (117)               | 46.7 (116.1)             | 41.7 (107.1)             | 39.3 (102.7)             | 36.0 (96.8)              | 36.1 (97)                | 38.5 (101.3)             | 42.4 (108.3)             | 45.1 (113.2)             | 48.7 (119.7)             | 49.5 (121.1)             | 49.5 (121.1)             |
| 最低気温記録 °C （°F）      | 5.4 (41.7)               | 3.3 (37.9)               | −0.2 (31.6)              | −3.5 (25.7)              | −6.8 (19.8)              | −10.6 (12.9)             | −10.6 (12.9)             | −9.4 (15.1)              | −5.6 (21.9)              | −3.6 (25.5)              | 0.0 (32)                 | 2.2 (36)                 | −10.6 (12.9)             |
| 出典1：オーストラリア気象局 |                          |                          |                          |                          |                          |                          |                          |                          |                          |                          |                          |                          |                          |
| 出典2：オーストラリア気象局 |                          |                          |                          |                          |                          |                          |                          |                          |                          |                          |                          |                          |                          |

## 人口

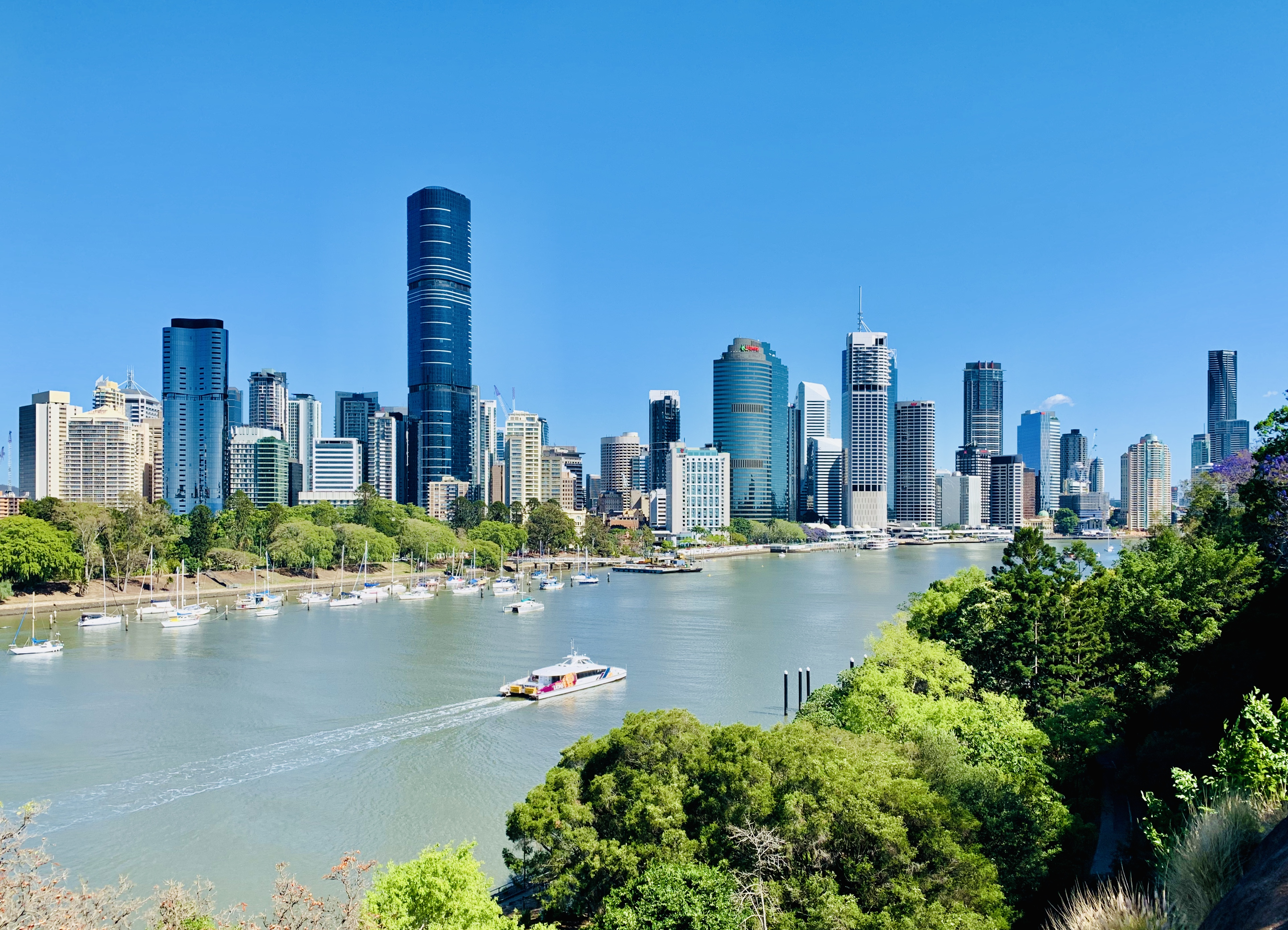
クイーンズランド州の州都であるブリスベン

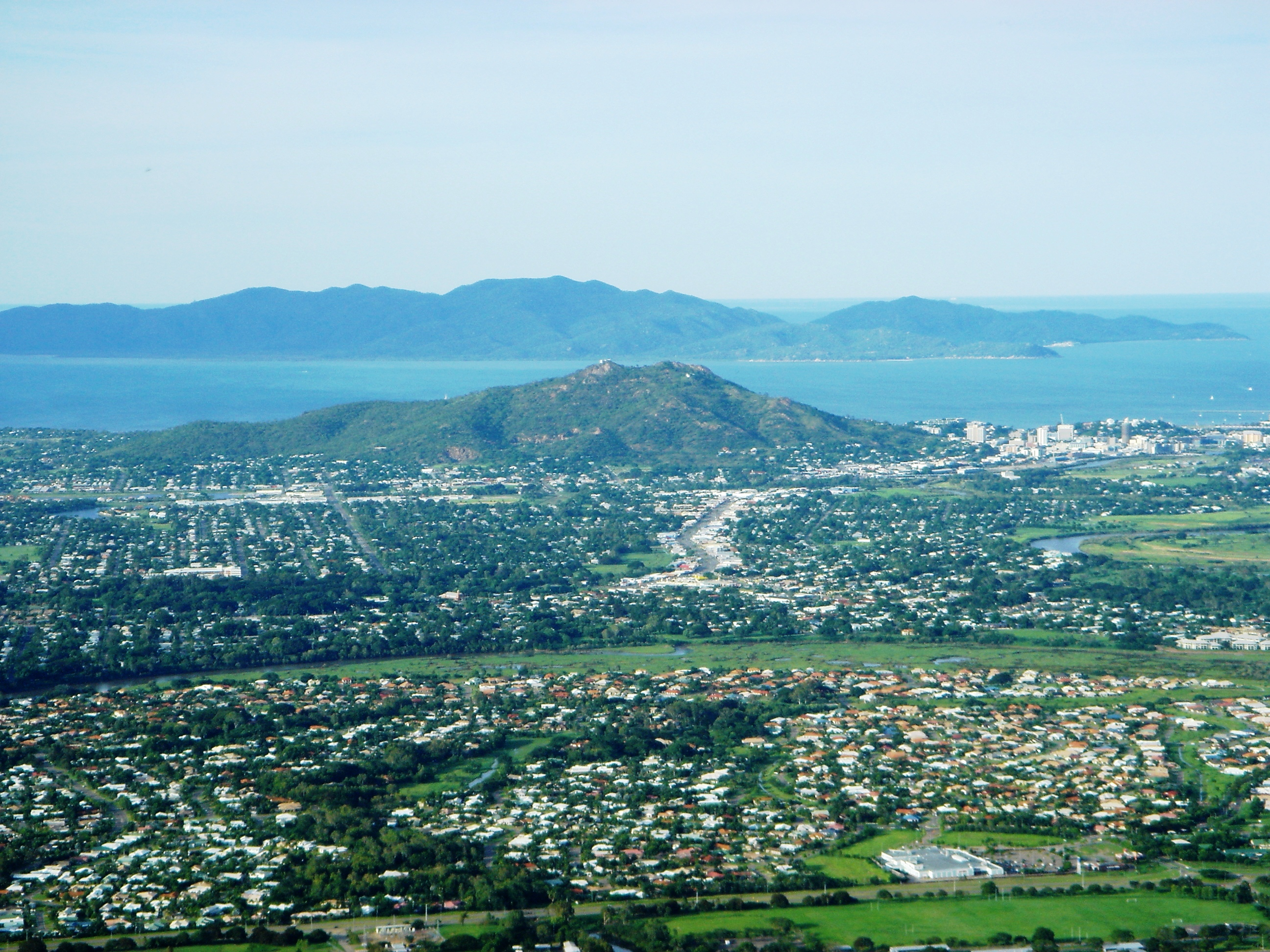
ノース・クイーンズランド最大の都市であるタウンズビル

2021年の国勢調査によると、クイーンズランド州の人口は5,156,138人である。州の人口の約半分はブリスベンに住んでおり、また州の人口の70％以上がサウス・イースト・クイーンズランドに住んでいる。1980年代以降、クイーンズランド州は国際的な移民や州間からの移民が多いことから、オーストラリアで最も成長している州である。

### 都市
オーストラリア国内にある、大都市とされている30都市のうち10の都市がクイーンズランド州に存在している。2019年に、オーストラリア統計局が定義した「大首都圏統計地域」または「重要都市圏」の人口別の大都市は、以下の通りである。
- ブリスベン: 2,430,180人
- ゴールドコースト: 693,671人
- サンシャインコースト: 341,069人
- タウンズビル: 181,668人
- ケアンズ: 153,951人
- トゥーンバ: 138,223人
- マッカイ: 80,264人
- ロックハンプトン: 79,081人
- バンダバーグ: 71,309人
- ハービー・ベイ: 55,345人

### 入植と移住
19世紀初期の入植者は、主にイギリス人、アイルランド人、スコットランド人、ドイツ人であったが、第二次世界大戦後の数十年間には、東ヨーロッパや南ヨーロッパ（特にイタリア）からの多くの入植者が移り住んできた。
21世紀には、主にアジア（特に中国とインド）からの移住者が多くなっている。

2016年の国勢調査で公表された州民の起源は以下の通りである。
- イングランド系オーストラリア人 (41.3%)
- オーストラリア人 (37.9%)
- アイルランド系オーストラリア人 (13%)
- スコットランド系オーストラリア人 (11.2%)
- ドイツ系オーストラリア人 (6.8%)
- アボリジニ人 (4%)
- 中国系オーストラリア人 (3.1%)
- イタリア系オーストラリア人 (3%)
- インド系オーストラリア人 (1.7%)
- オランダ系オーストラリア人 (1.6%)
- ニュージーランド系オーストラリア人 (1.6%)
- マオリ人 (1.2%)

2016年の国勢調査によると、クイーンズランド州の住民の28.9％が海外で生まれである。両親ともにオーストラリアで生まれた住民は全体の54.8％にとどまり、次に多い出生地はニュージーランド、イギリス、インド、中国本土、南アフリカの順になっている。ブリスベンは世界の大都市の中で26番目に移民人口が多い都市である（en:Foreign born）。また、人口の4％にあたる18万6482人がオーストラリア先住民族（アボリジニとトレス海峡諸島民）であることが確認されている。

### 言語
2016年の国勢調査では、クイーンズランド州の住民の81.2％が家庭で英語のみを話し、次いで多い言語は中国語（1.5％）、ベトナム語（0.6％）、広東語（0.5％）、スペイン語（0.4％）、イタリア語（0.4％）となっている。

### 宗教
2016年の国勢調査では、クイーンズランド州の住民の29.2％が「無宗教」、21.7％が「カトリック教」、15.3％が「聖公会」となっている。

## 行政

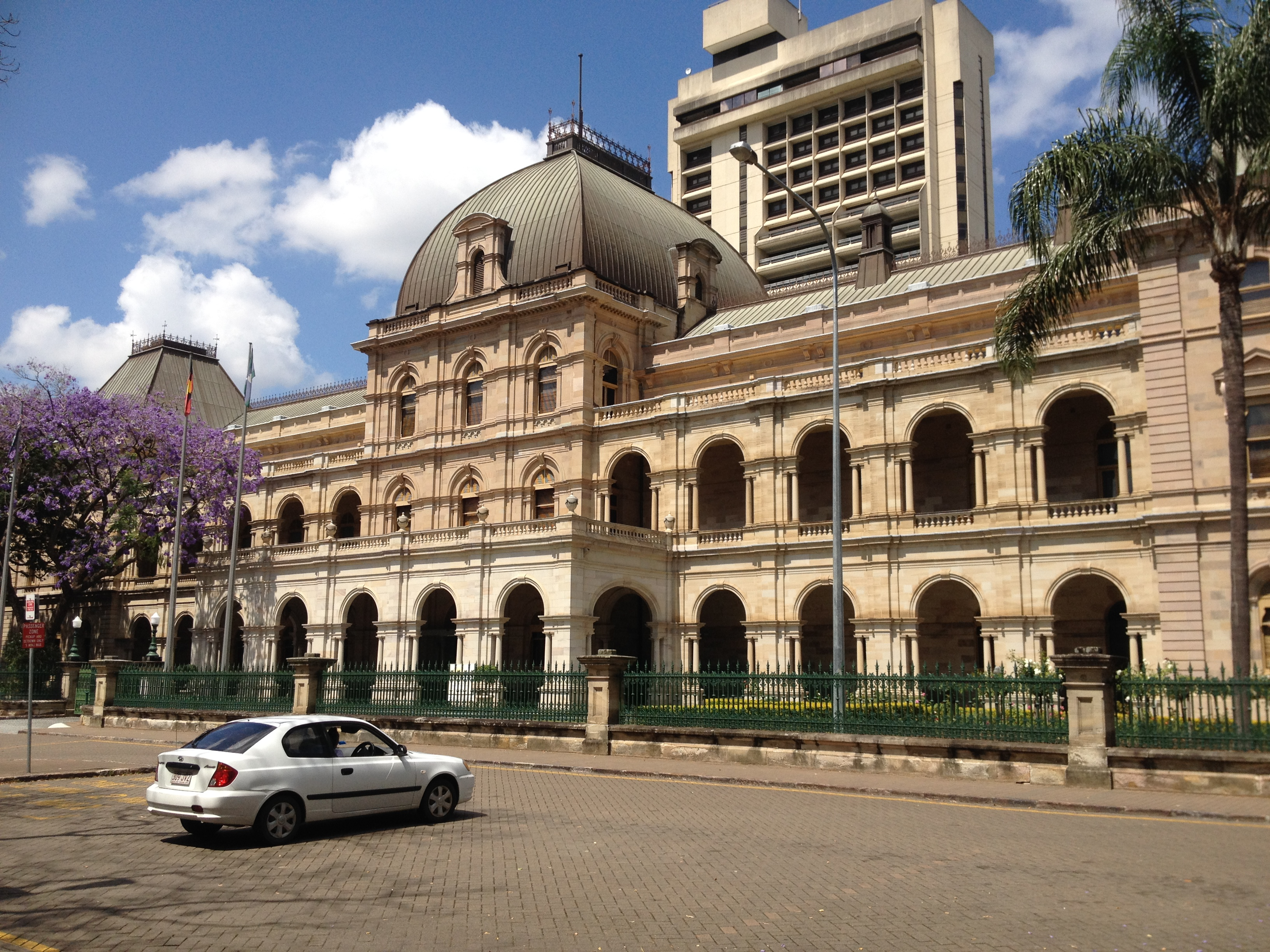
州都のブリスベンにあるクイーンズランド州議事堂

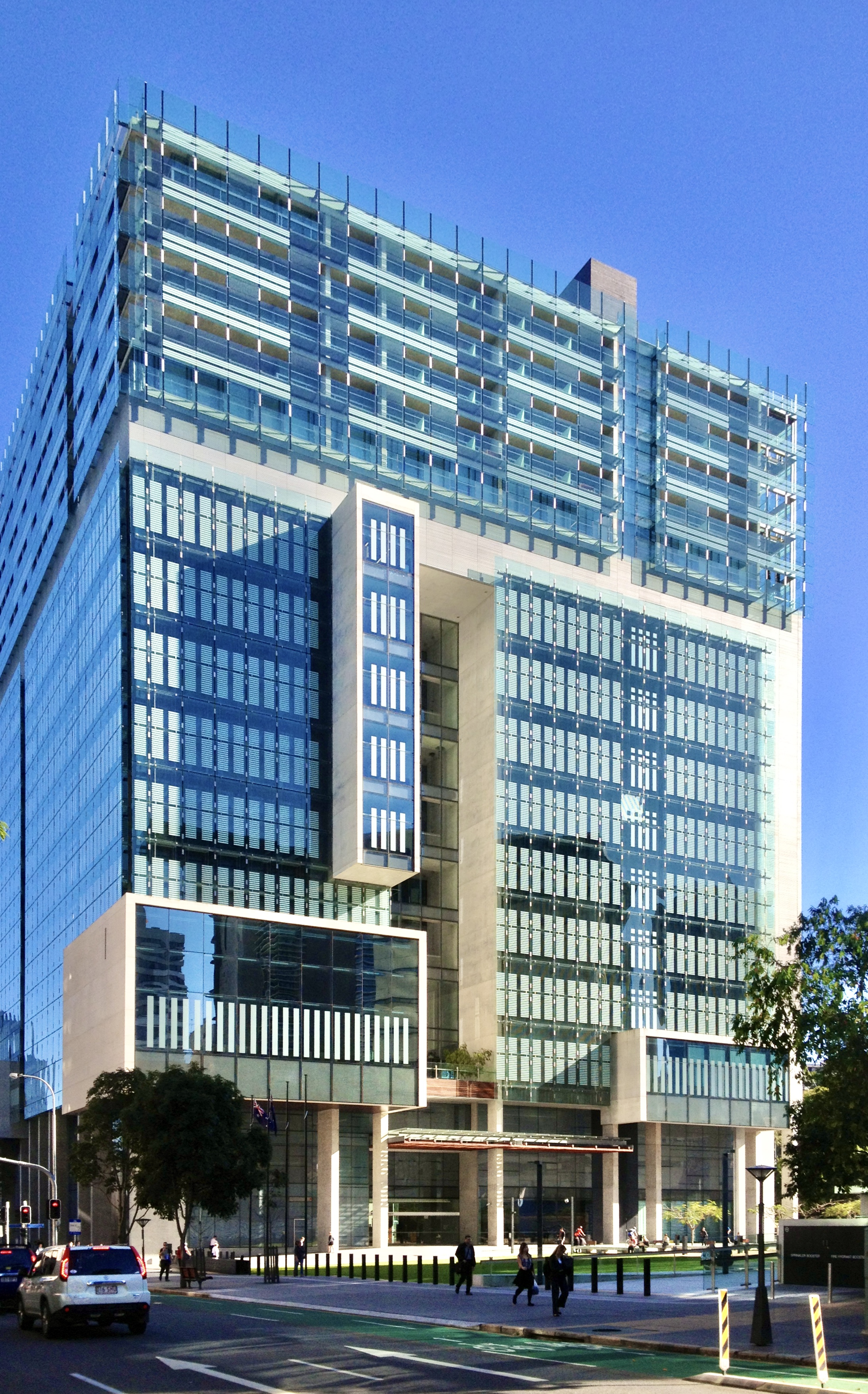
クイーンズランド最高裁判所

クイーンズランド州はオーストラリアに存在する6つの州の一つであり、1901年1月1日以来オーストラリア憲法に準拠した連邦制国家である。また、州内に存在する憲法で連邦政府に割譲された土地以外の全主権を握っている。また、クイーンズランド州は議会制の立憲君主制であり、2001年に制定されたクイーンズランド州憲法は、19世紀に遡る古い憲法の様々な規定を統合したもので、州政府の運営を規定している。
執行権は名目上、クイーンズランド州総督に与えられており、州総督はクイーンズランド州首相の助言のもと、イギリス国王でオーストラリア連邦の国家元首（オーストラリア国王）でもあるチャールズ3世によって正式に任命されている。
オーストラリア連邦の州政府のほとんどは、上院（日本の国会における参議院）と下院（日本の国会における衆議院）の二院制で構成されているが、クイーンズランド州は首都特別地域と北部準州と同じく一院制で構成されている。1922年までは二院制で構成されていたが、オーストラリア労働党議員によって廃止された。同州の政治は他の州に比べて保守的であるとされている。
州都のブリスベンにあるクイーンズランド州議事堂は1867年完成。別館が1979年に建てられた。
クイーンズランド州の司法制度は、クイーンズランド州憲法によって設立されたクイーンズランド最高裁判所とクイーンズランド地方裁判所、およびクイーンズランド州議会の法令によって設立された裁判所で構成されている。
2001年にクイーンズランド州は、憲法を構成していたほとんどの法令を廃止して新しい成文憲法を採択した。新しい憲法は翌年2002年の、クイーンズランド州の植民地が成立した記念日でもある6月6日に施行された。

### 地方自治体
地方自治体法とは、1993年から2007年まで施行されていた法で、認められた範囲内で町や市が自らの業務を管理できる仕組みのことである。クイーンズランド州は77の地方自治体に分割されている。
各地域の地方自治体では、協議会がさまざまな公共サービスと公共事業を提供しており、住民課や使用料金、州政府や連邦政府からの補助金や助成金の両方から収入を得ている。

## 経済

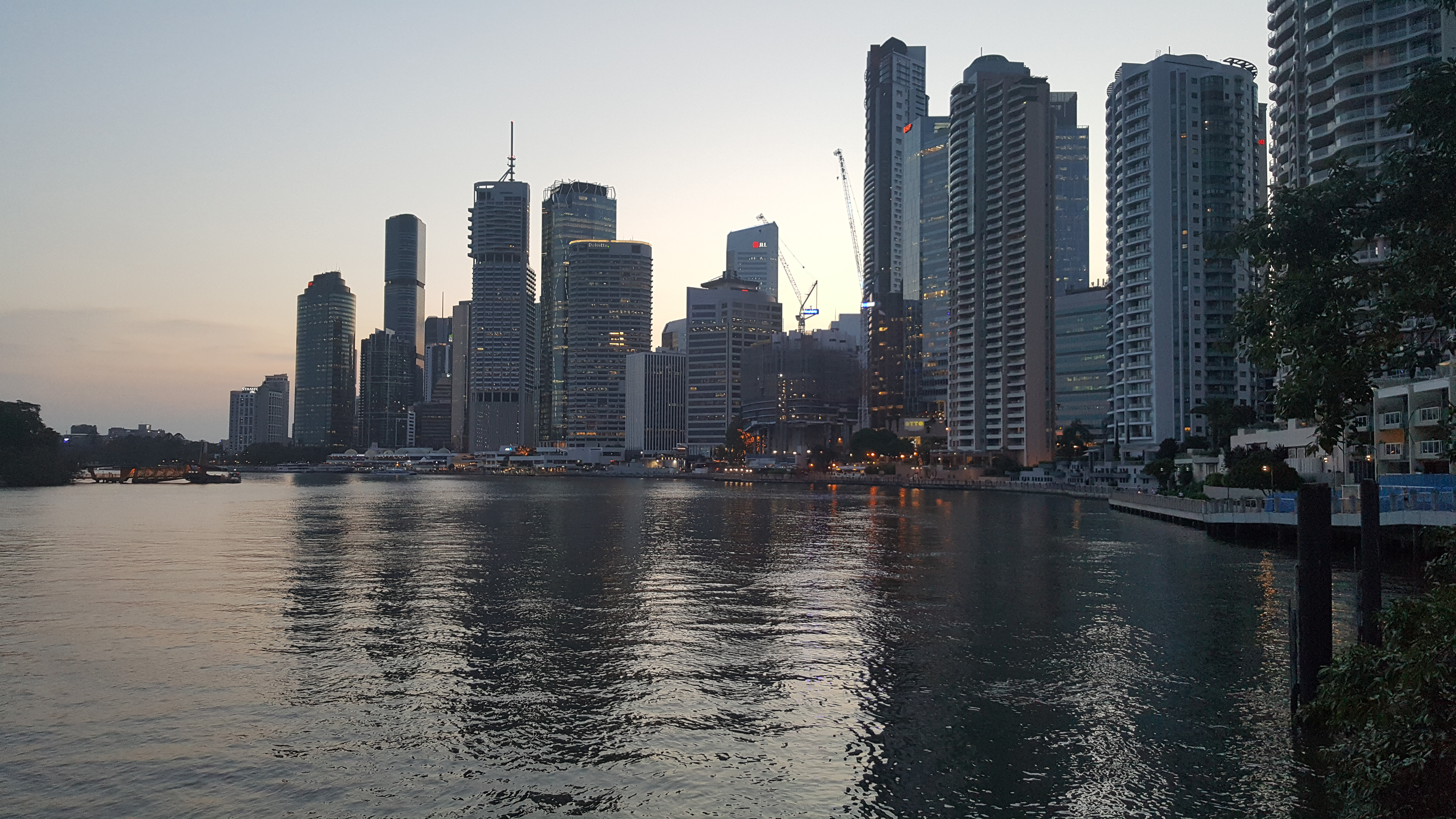
ブリスベン川とブリスベン中央経済特区

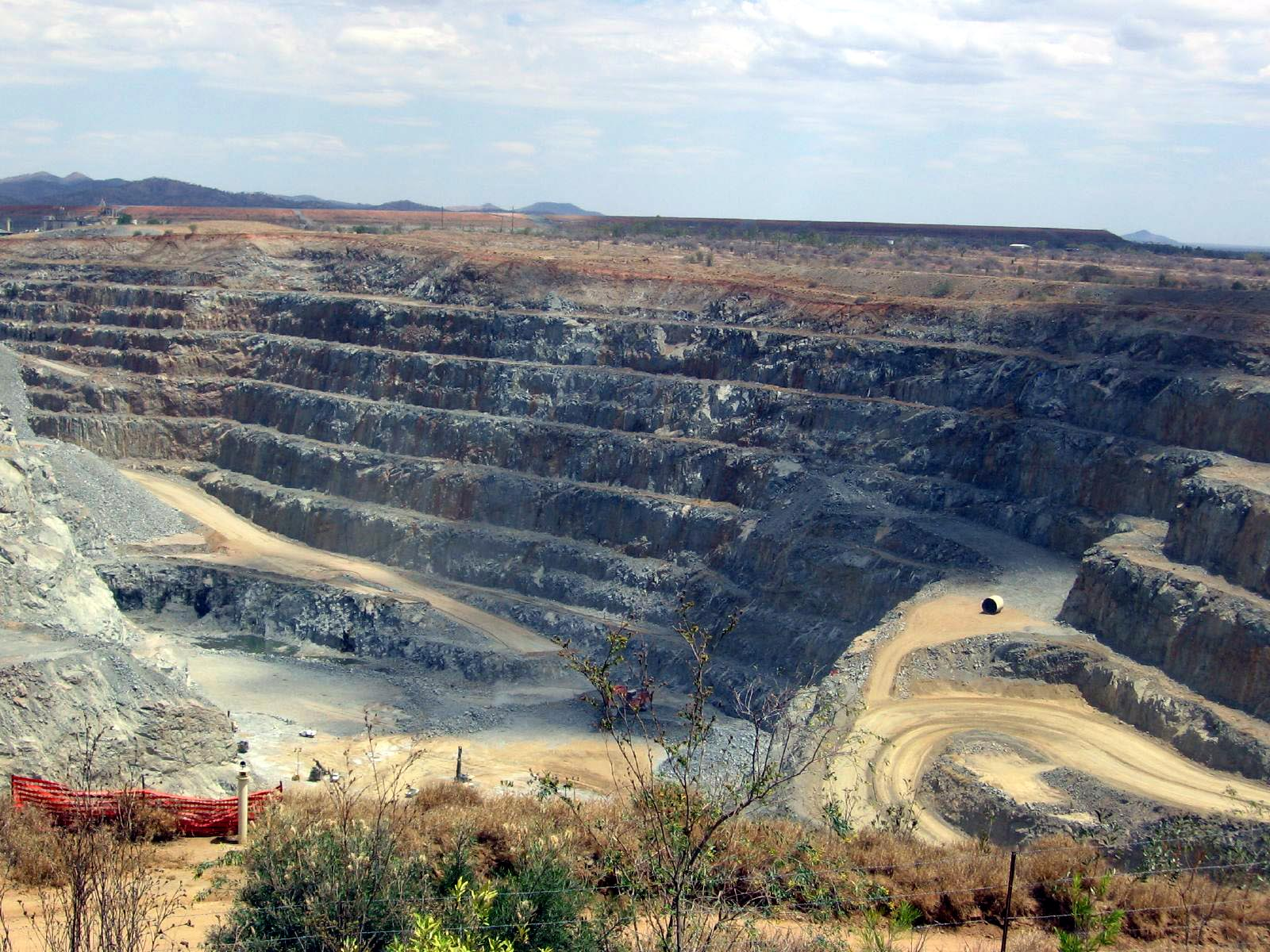
ノース・クイーンズランドのレイヴンズウッドにある金鉱山。

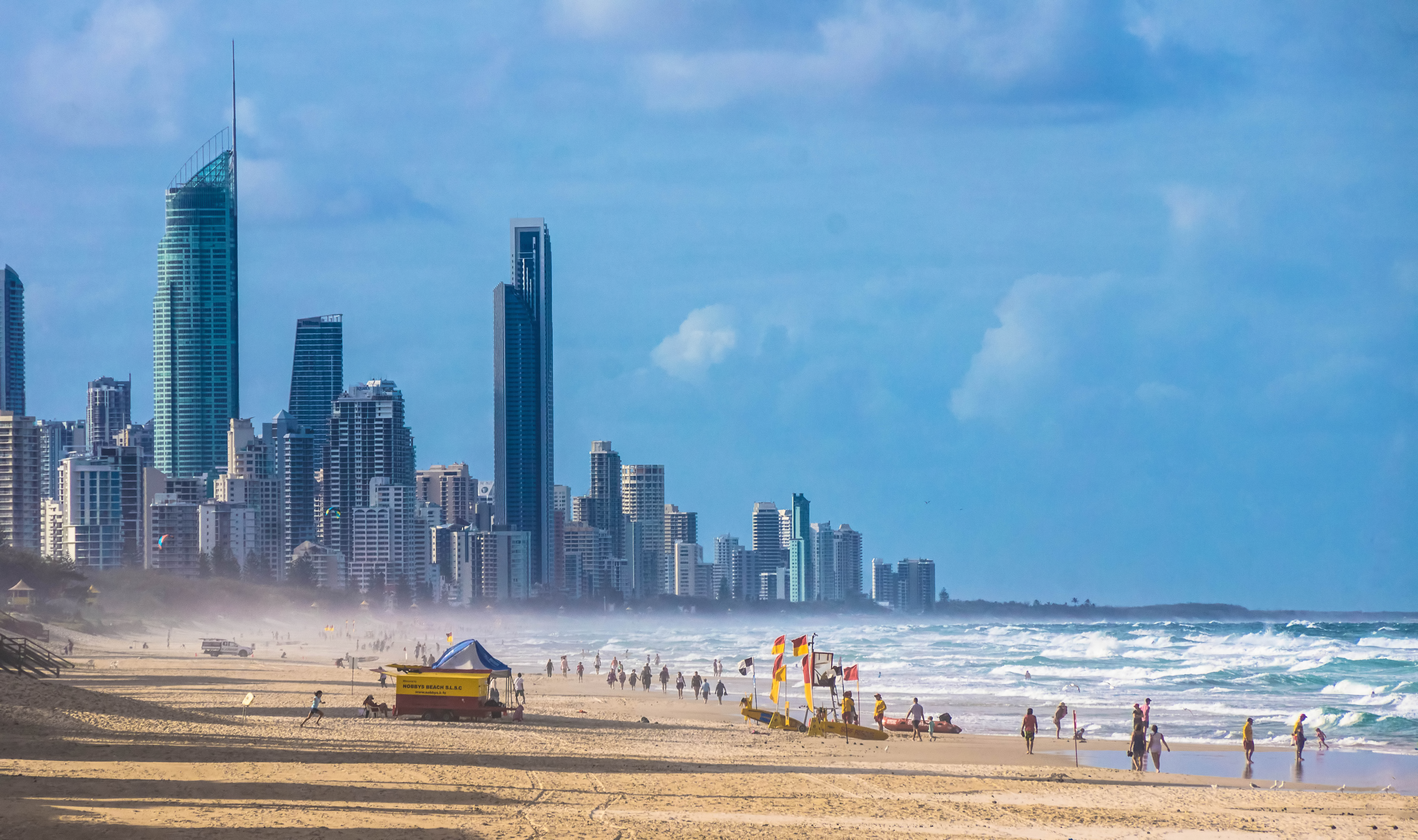
クイーンズランド州の第2の都市で、観光地でもあるゴールドコースト（写真左側の高層ビルはQ1タワー）

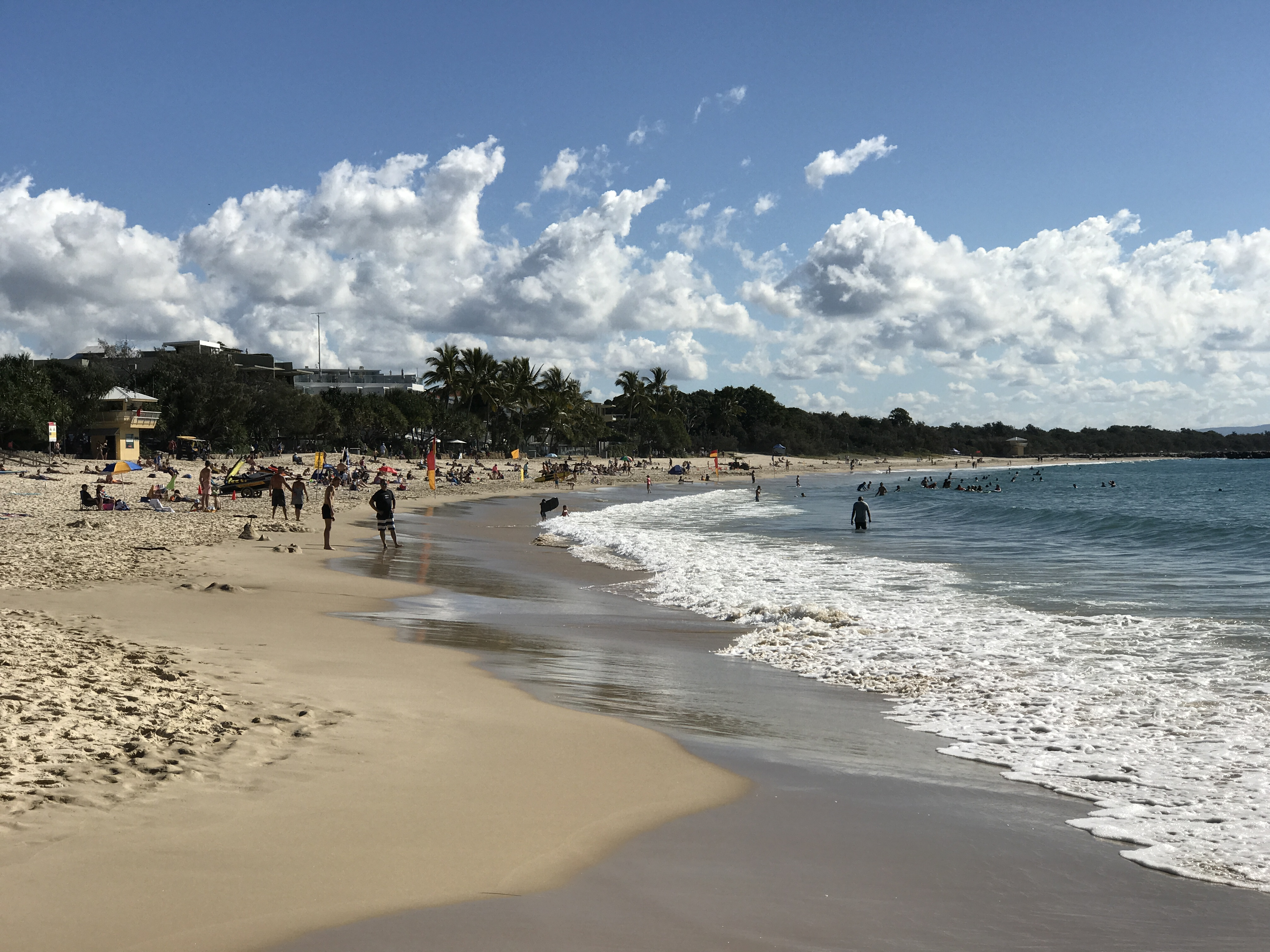
クイーンズランド州の第3の都市で、観光地でもあるサンシャイン・コースト（写真はヌーサ・ヘッズの海岸）

2019年のクイーンズランド州の州総生産は357,044豪ドルで、ニューサウスウェールズ州、ビクトリア州に次いで全豪で3番目に高い。19世紀にクイーンズランド州の海岸沿いに海港と鉄道が建設されたことで、州の輸出業、鉱業、農業の基盤が築かれた。1980年代以降州間および海外からの大量の移民が流入、連邦政府による巨額な投資、鉱床での採掘の増加、航空宇宙産業の拡大によって州の経済成長が促された。
- 第一次産業[60][61]
  - 農業（バナナやパイナップルを含む熱帯果物、アボカド、マカダミアナッツ、サトウキビ、穀物、木綿、その他様々な熱帯・温帯産の果物や野菜など）
  - 漁業（サケ、イワシ、エビ、カキ、マグロ、アワビなど）
  - 鉱業（ボーキサイト、石炭、鉛、亜鉛、金、銀、銅、原油、天然ガスなど）
  - 畜産業（乳牛、肉牛、羊毛など）

- 第二次産業
  - 製造業（サトウキビから砂糖への加工、ボーキサイトからアルミナへの加工、銅の精錬など）
- 第三次産業
  - 小売業
  - 観光業
  - 教育業（国際）

州都であるブリスベンは世界都市に分類され、アジア太平洋地域の中でGDPが最も大きい都市の一つである。
ブリスベンに本社を置くオーストラリア大手の企業は下記の通りとなっている。
- サンコープグループ
- ヴァージン・オーストラリア
- オーライゾン
- クイーンズランド銀行
- フライトセンター
- CUA
- サンスーパー
- QSuper
- ドミノ・ピザ・エンタープライズ
- スターエンタテインメントグループ
- ALS
- テクノロジーワン
- NEXTDC
- スーパーリテールグループ
- ニューホープ・コール
- ジャンボ・インタラクティブ
- ナショナルストレージ
- コリンズフーズ
- ボーイング・オーストラリア

### 観光
変化に富んだ景観、温暖な気候、自然の美しさから、観光業はクイーンズランド州を代表する第三次産業であり、州外・国外から年数百万人もの観光客がクイーンズランド州を訪れている。クイーンズランド州の観光業は年間88億ドルを生み出し、クイーンズランド州の州総生産の4.5％を占めている。また、クイーンズランド州市民の約5.7％が観光業に従事している 。
クイーンズランド州内の主な観光地としては、ブリスベン（モートン島とノースストラドブローク島を含む）、ゴールドコースト、サンシャインコースト、グレート・バリ・アリーフ、ケアンズ、ポートダグラス、フレーザー島、デインツリー国立公園、ウィットサンデー諸島などがある。

## 教育

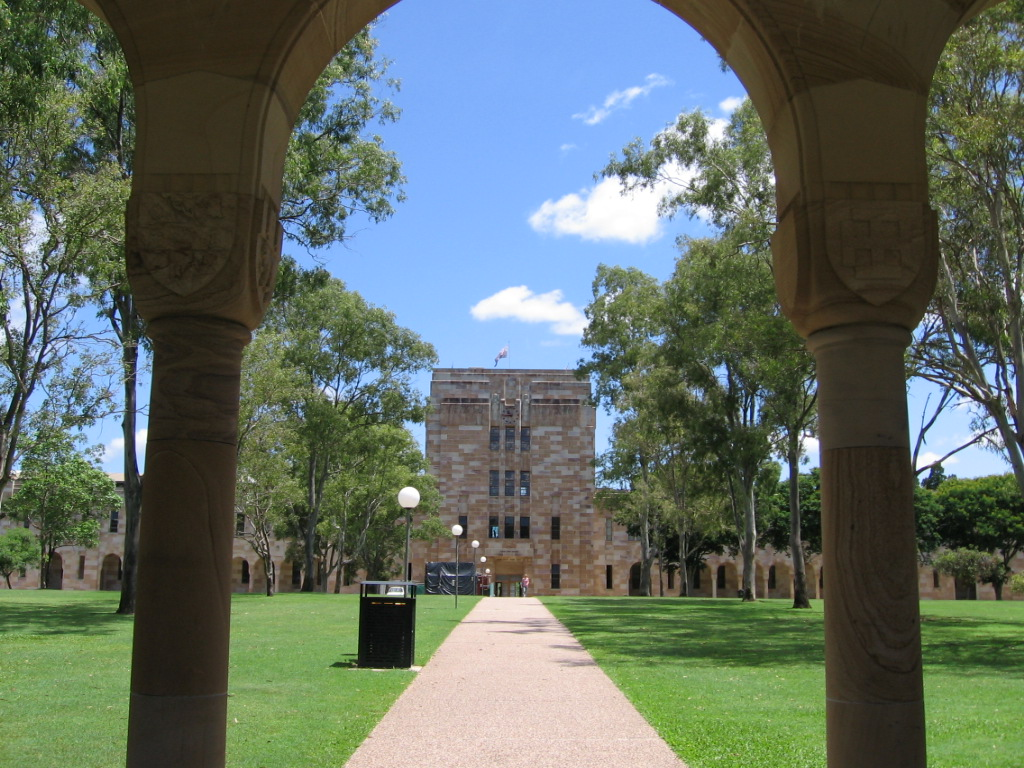
クイーンズランド大学セントルシアキャンパスのグレートコート

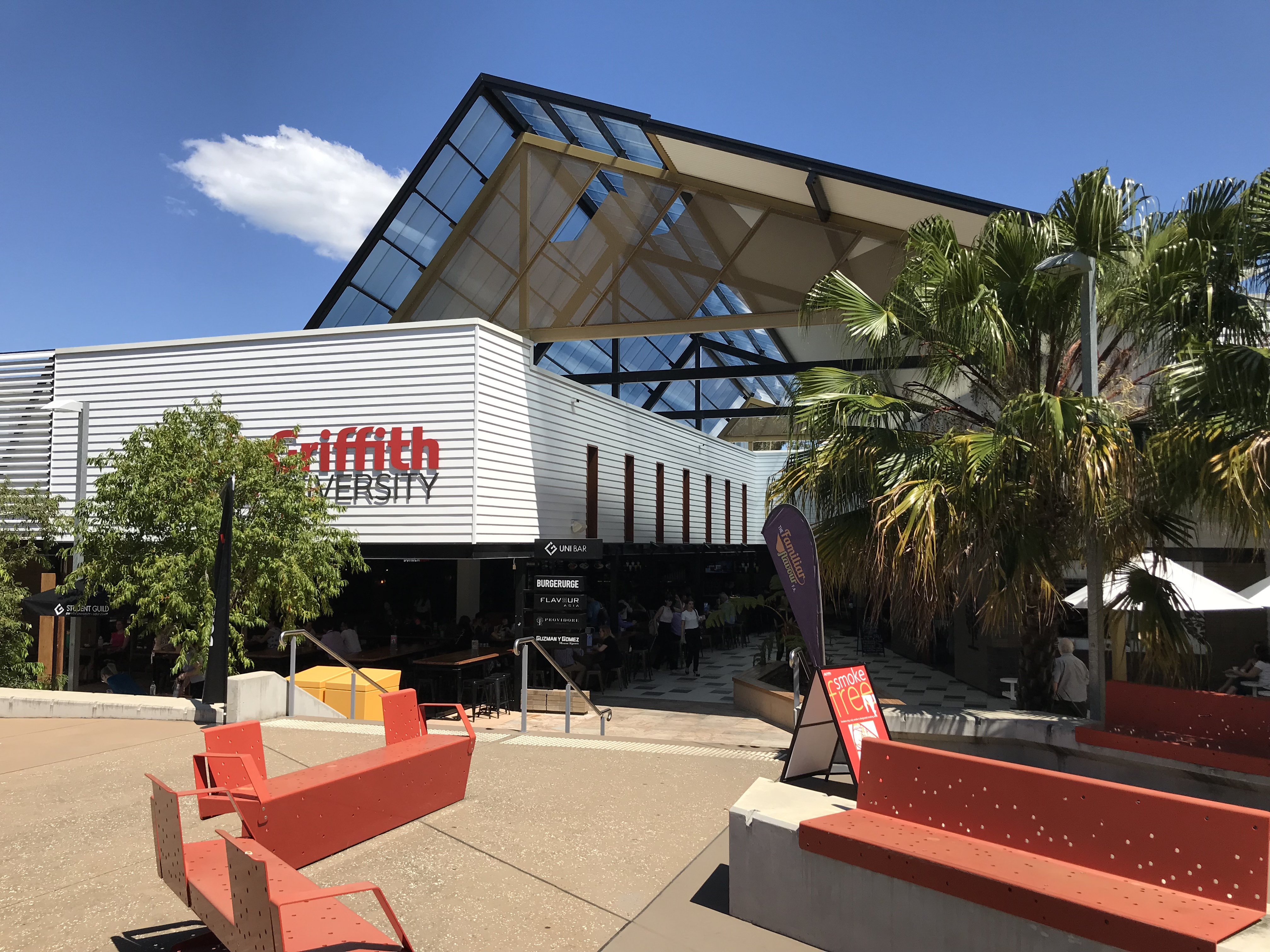
グリフィス大学ゴールドコーストキャンパスの食堂

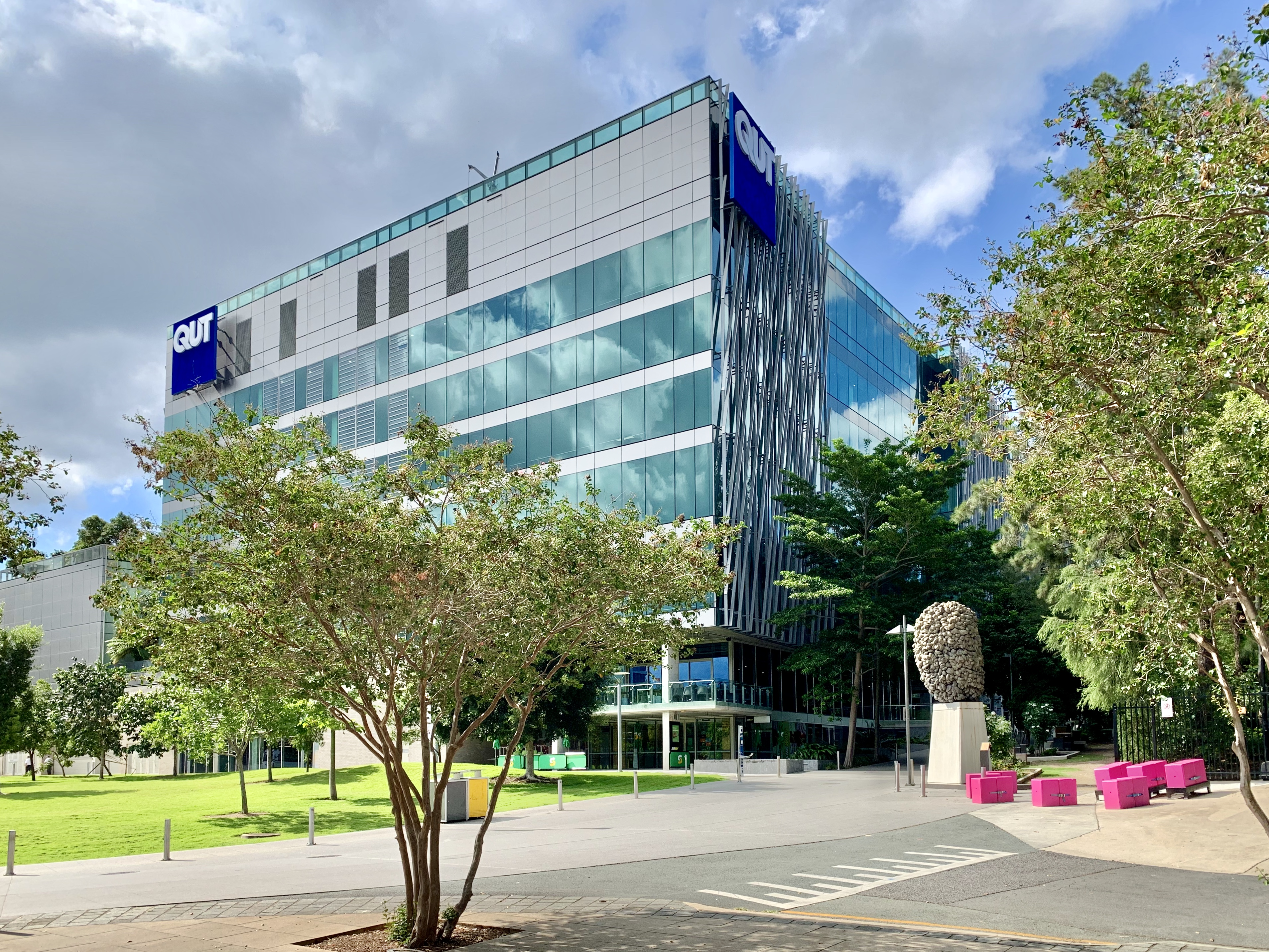
クイーンズランド工科大学ガーデンポイントキャンパス

1909年に州初の大学であるクイーンズランド大学が設立された。1945年にセントルシアに移転し現在に至る。THE世界大学ランキングでは66位にランクインしている(2020年
1970年にノース・クイーンズランド初の高等教育機関としてジェームズクック大学が設立された。翌年の1971年には、ブリスベン郊外のネイサンにグリフィス大学が設立された。1989年になると、ブリスベン中心部であるガーデンズポイントにクイーンズランド工科大学が設立された。これらの大学はいずれも複数のキャンパスを持ち、いずれもオーストラリアを代表する大学である。
1989年にクイーンズランド州とオーストラリアでは初めて私立の非営利大学としてボンド大学が設立された。1991年には、オーストラリアカトリック大学が設立され、翌年の1992年には、セントラル・クイーンズランド大学とサザンクイーンズランド大学がそれまで運営していた技術研究所から大学に昇格して設立された。1994年には新たにサンシャインコースト大学と、単科大学から総合大学に切り替わりサザンクロス大学がゴールドコースト南部に設立された。
2018年に同州に入学した留学生は134,312人で、主にブリスベンに集中している。また、同州の留学生の大半はアジアからの留学生である。

### 大学
- クイーンズランド大学（UQ）
- ジェームズクック大学（JCU）
- グリフィス大学（Griffith）
- クイーンズランド工科大学（QUT）
- ボンド大学（Bond）
- オーストラリアカトリック大学（ACU）
- セントラルクイーンズランド大学（CQU）
- サザンクイーンズランド大学（USQ）
- サンシャインコースト大学（USC）
- サザンクロス大学（SCU）

1882年にクイーンズランド州における技術訓練機関および高等教育訓練機関の母体として、TAFEクイーンズランドが設立された。毎年12万人以上の学生が州内、国内、国際的にトレーニングを受けている。また、TAFEクイーンズランドは6つの地域に統合されており、地域は以下の通りである。

### TAFE（Technical and Further Education）
- ブリスベン地域 (旧 Brisbane North Institute of TAFE、Metropolitan South Institute of TAFE、Southbank Institute of Technology)
- ゴールドコースト地域 (旧 Gold Coast Institute of TAFE)
- イーストコースト地域 (旧 Sunshine Coast Institute of TAFE、Wide Bay Institute of TAFE)
- サウスウエスト地域 (旧 Bremer Institute of TAFE、Southern Queensland Institute of TAFE)
- ノース地域 (旧 Barrier Reef Institute of TAFE、Mount Isa Institute of TAFE、Tropical North Queensland TAFE)
- SkillsTech (旧 SkillsTech Australia)

## 交通

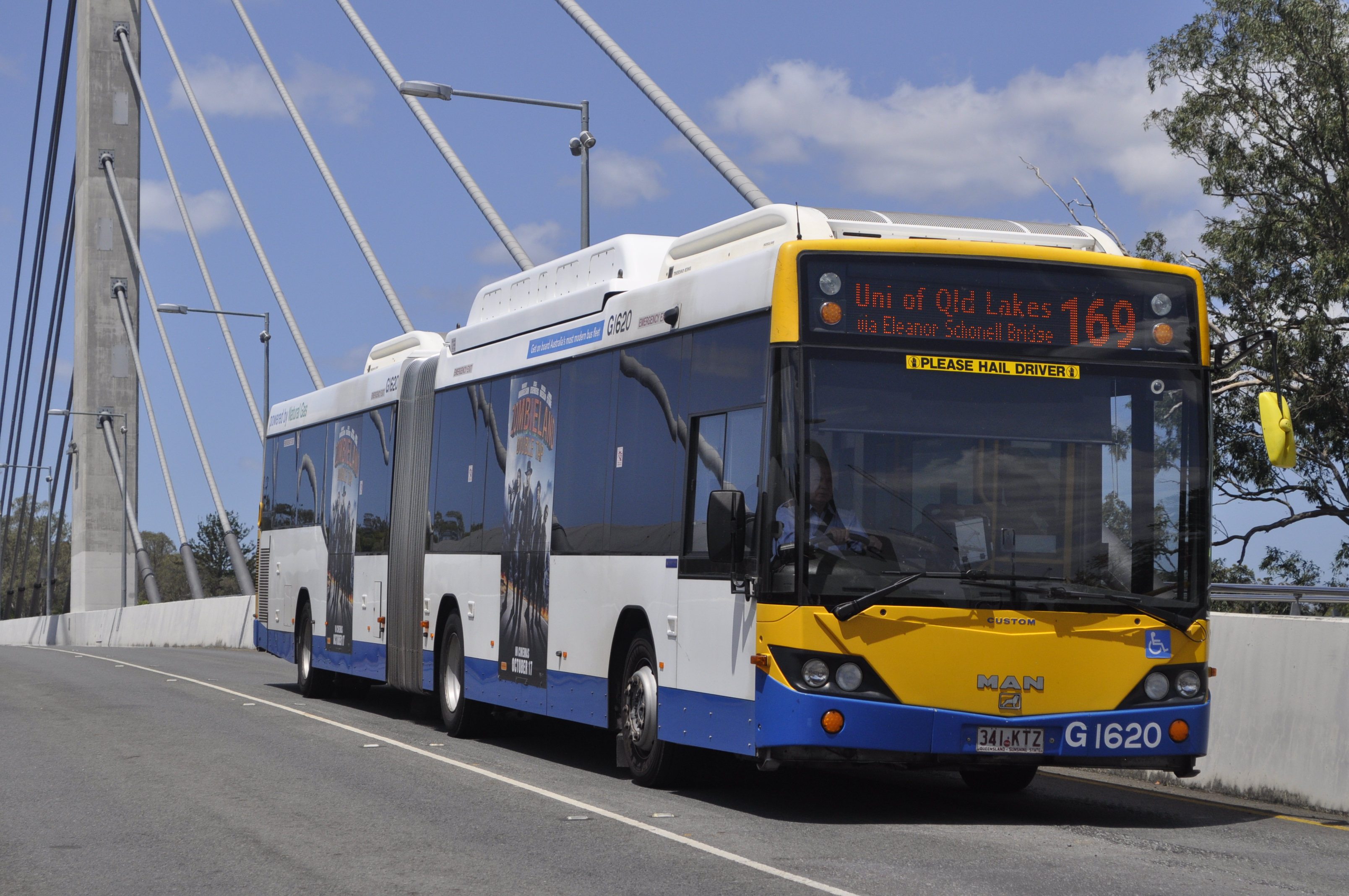
ブリスベン市内のイースタンバスウェイ（バス専用道路）を走るバス

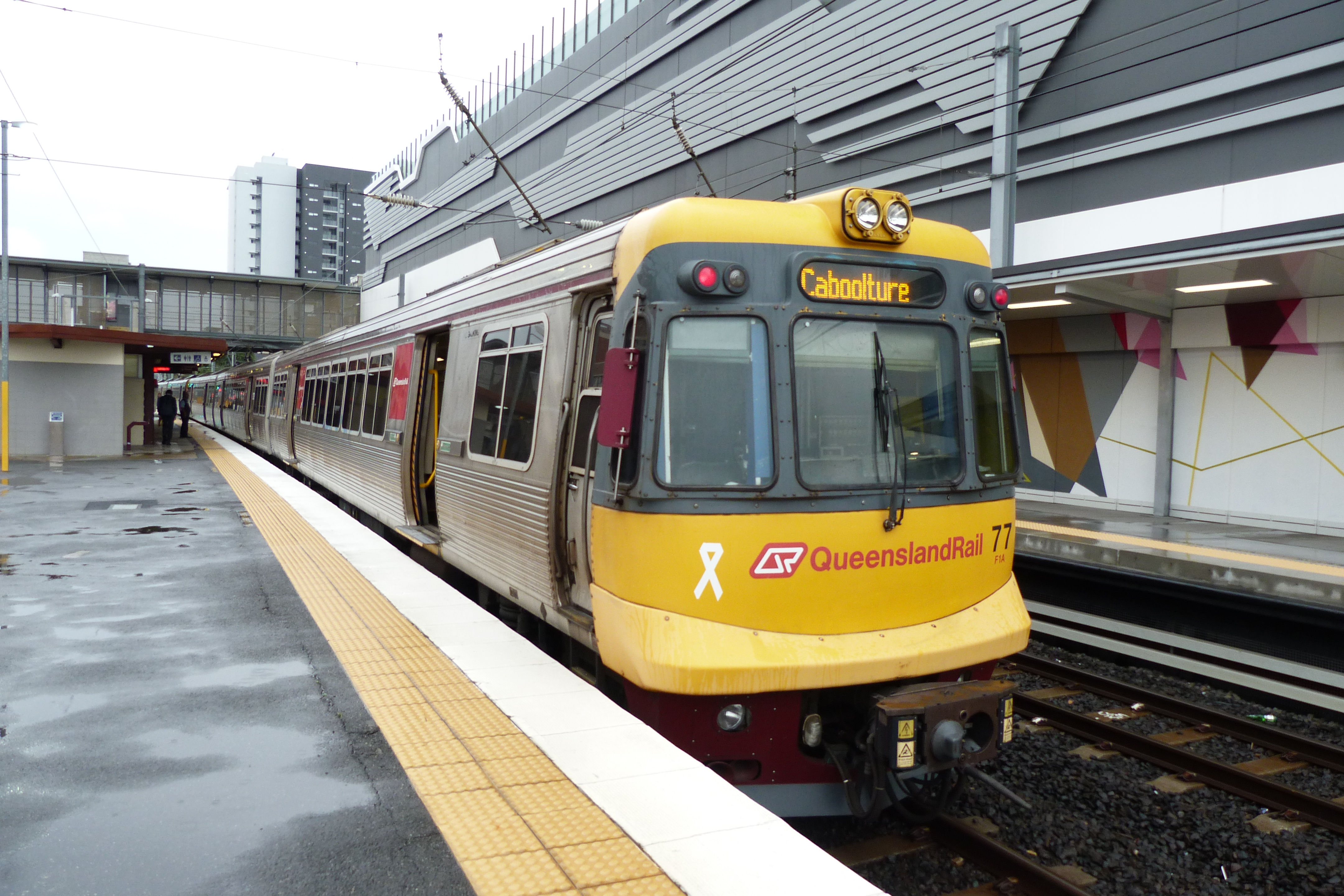
クイーンズランド鉄道が運行している列車（カブルチャー線）

州内の公共交通機関の管理・運営はクイーンズランド政府の運輸・幹線道路局が行っている。
州内には空港が多数あり、その中でもブリスベン空港は同都市圏のほとんどの空輸需要をまかなう国際・国内空港である。ブリスベン空港以外に、ゴールドコースト空港、ケアンズ国際空港が国際定期便を運航している。その他に国内線定期便のある地方空港として、タウンズビル空港、トゥーンバ・ウェルキャンプ空港、グレート・バリア・リーフ空港、ハーヴィ・ベイ空港、バンダバーグ空港、マッカイ空港、マウント・アイザ空港、プロサーパイン／ウィットサンデー・コースト空港、ロックハンプトン空港、サンシャイン・コースト空港などがある。
鉄道事業は州営のクイーンズランド鉄道が主に運行している。グレートディヴァイディング山脈（大分水嶺山脈）東側の海岸沿いに路線が敷かれており、主要都市を結んでいる。ブリズベン都市圏ではクイーンズランド鉄道傘下の「シティートレイン」が通勤電車を運行している。中心駅はセントラル駅 である。長距離列車部門は「トラベルトレイン」と呼ばれている。
サウス・イースト・クイーンズランドには、トランスリンクが運営する統合公共交通システムがある。トランスリンクにはバス、鉄道、ライトレール、フェリーの事業者が加盟しており、同じエリア内であれば、共通の料金で利用できる運賃システムを採用しており、乗り換え回数に関係なく交通機関を利用することが可能である。ブリズベンCBDを中心にして同心円状に7つのエリアが指定されている。
2017年現在、ゴールドコーストでは、クイーンズランド州内で唯一の路面電車を運営している。
クイーンズランド州の主要な港としてブリスベンにブリスベン港、中規模な港がグラッドストーン、タウンズビル、バンダバーグにある。また、石炭輸出施設がグラッドストン、ヘイポイント、ダリンプルベイ、アボットポイントに、砂糖輸出施設がルシンダとマッカイに存在する。
クイーンズランド州には多数の国道があり、M1などの高速道路が通っている。

## 世界遺産

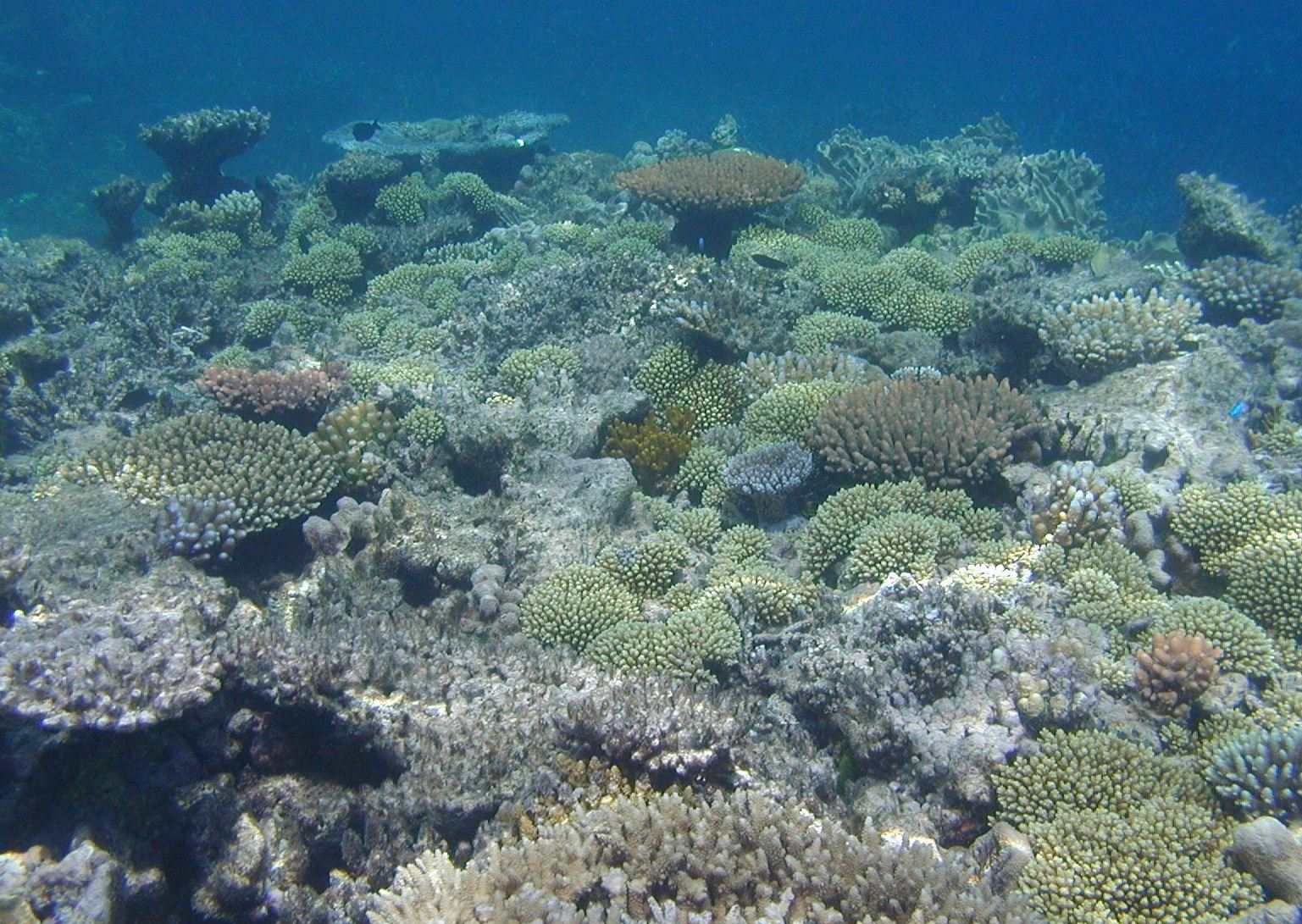
グレートバリアリーフのケアンズ・セクションにあるエイジンコート・リーフ

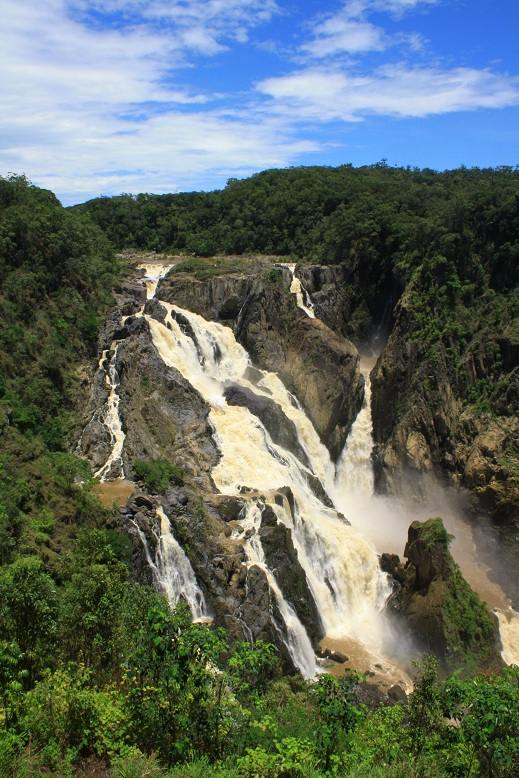
クイーンズランドの湿潤熱帯地域のバロン渓谷国立公園にあるバロン滝

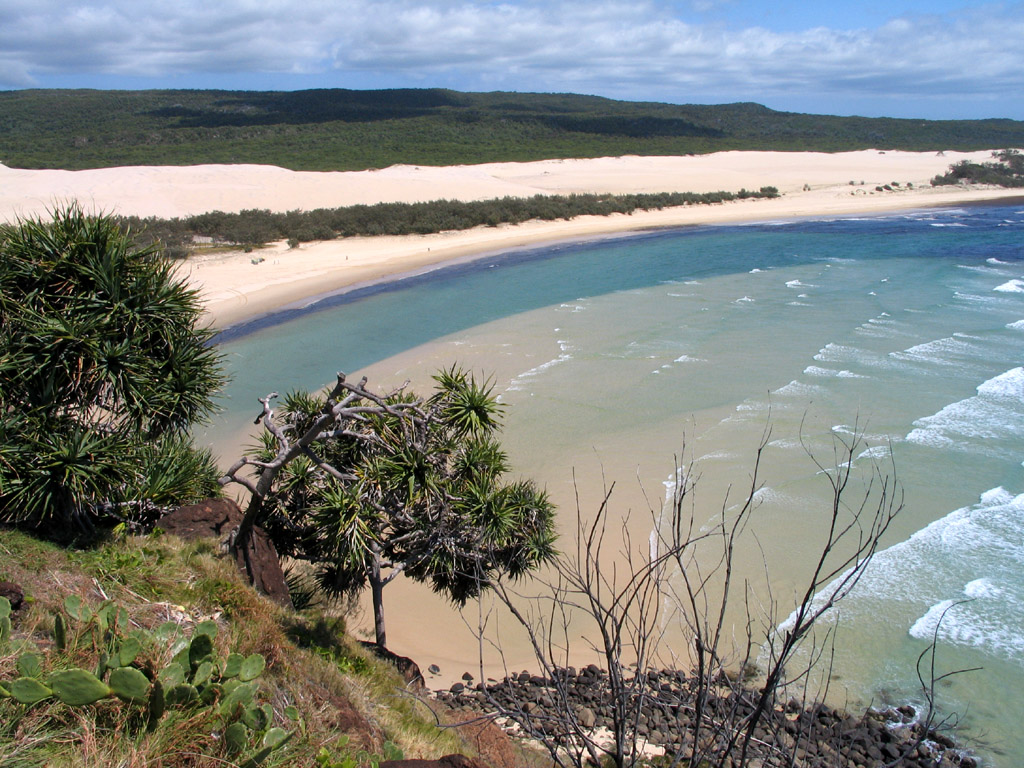
フレーザー島のインディアン・ヘッドからの眺め

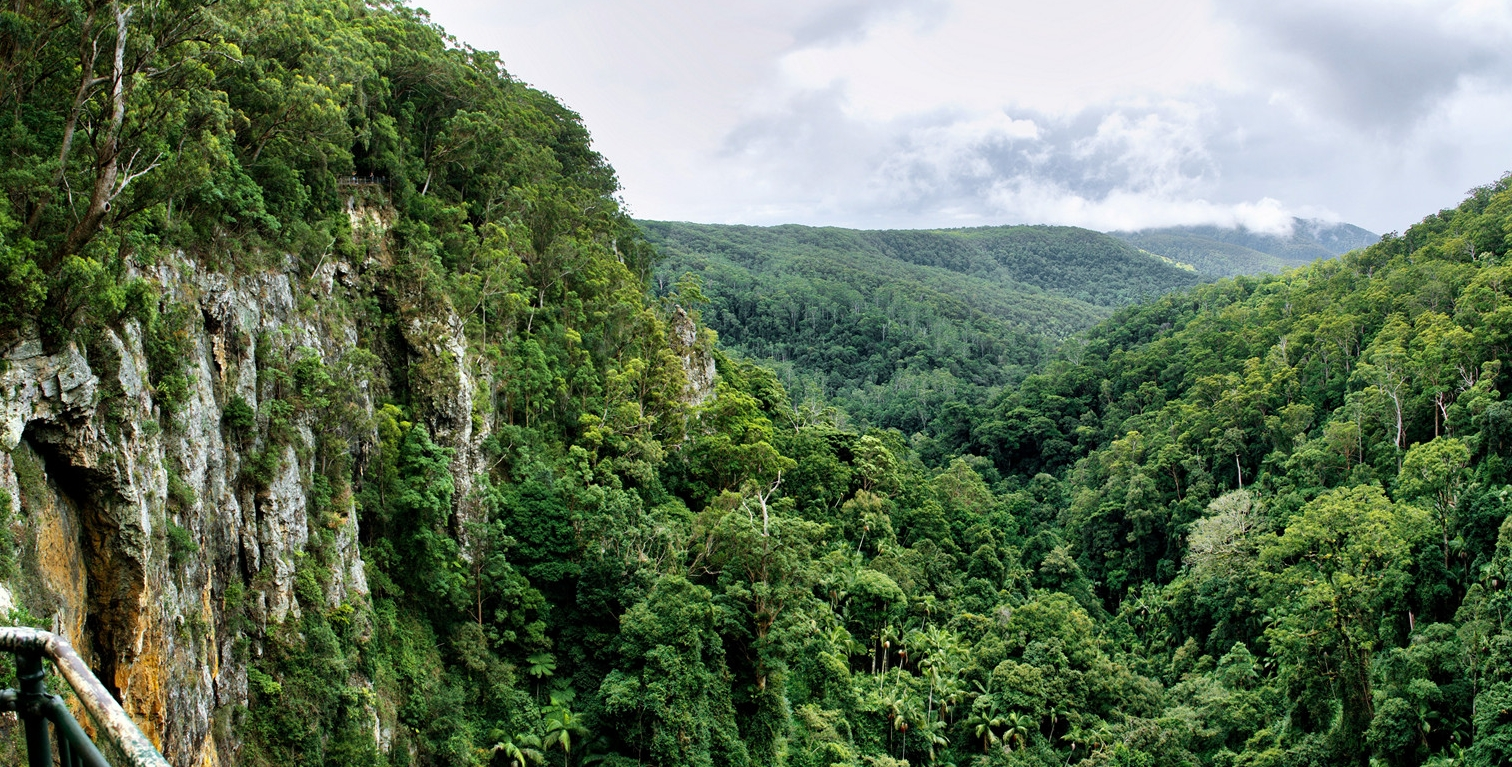
オーストラリアのゴンドワナ多雨林群のパーリングブルック滝からの景色

- グレートバリアリーフ - 1981年 自然遺産登録
  - グレートバリアリーフ海洋公園
- クイーンズランドの湿潤熱帯地域 - 1988年 自然遺産登録
  - デインツリー国立公園（英語版）
  - ブラック・マウンテン国立公園（英語版）
  - バロン渓谷国立公園（英語版）
  - ウールーノーラン国立公園（英語版）
  - シダー・ベイ国立公園（英語版）
  - カーテン・フィグ国立公園（英語版）
  - クレーターレイク国立公園
  - タリー・ゴージ国立公園（英語版）
  - ギリンガン国立公園（英語版）
  - パルマ・レンジ国立公園（英語版）
- フレーザー島 - 1992年 自然遺産登録
  - グレート・サンディ国立公園
- オーストラリアの哺乳類化石地域 - 1994年 自然遺産登録
  - ローン・ヒル国立公園（英語版）
- オーストラリアのゴンドワナ多雨林群[75] - 1994年 自然遺産登録：当時ニューサウスウェールズ州のみであった自然遺産「オーストラリア東海岸の温帯および亜熱帯雨林公園」に追加登録され、それに伴い「オーストラリアの中東部の多雨林保護区群」へ変更、さらに2007年に現在の名称へ変更された。
  - マウント・バーニー国立公園
  - スパイサー・ギャップ・ロード自然保護公園（英語版）
  - スパイサー・ギャップ州有林（一部）
  - テヴィオット州有林（一部）
  - メイン・レンジ国立公園（英語版）
  - グーンブッラ州有林（一部）
  - ギルバート州有林（一部）
  - ガンブバル州有林（一部）
  - エミュー・ベール州有林（一部）
  - スプリングブルック国立公園（一部）
  - ラミントン国立公園
  - キャプテンズクリーク植物保護区（一部）
  - バーネット・クリーク州有林（一部）
  - ラビット・ボード保安林（英語版）
  - ナイトカップ国立公園（英語版）（一部）
  - マウント・チンヒー国立公園（英語版）
  - テレモン環境公園
  - タートル・ロック環境公園
  - キラーニー州有林
  - クロナン・クリーク州有林